# Antico Regno (Egitto)

Mappa dell'antico Egitto, con il Nilo fino alla quinta cataratta, le maggiori città e siti del periodo dinastico (dal 3150 a.C. al 30 a.C. circa).

Nell'antica civiltà egizia, l'Antico Regno è il periodo che va approssimativamente dal 2700 al 2200 a.C. Noto anche come l'era delle Piramidi (o l'era dei costruttori di Piramidi), siccome comprende i regni dei grandi costruttori di piramidi della Quarta dinastia, come il re Snefru, il quale perfezionò l'arte della costruzione delle piramidi, e i re Cheope, Chefren e Micerino, che costruirono le piramidi di Giza. Durante l'Antico Regno un gran numero di piramidi sono state costruite come luoghi di sepoltura per i re.
L'Antico Regno costituisce, insieme ai successivi Medio Regno e Nuovo Regno, uno dei picchi più alti della civiltà nella bassa valle del Nilo. Il concetto di "Antico Regno" come una delle tre "età dell'oro" fu coniato nel 1845 dallo scrittore tedesco barone Christian von Bunsen e la sua definizione avrebbe subito importanti evoluzioni nel corso del XIX e del XX secolo. Non solo l'ultimo re del Periodo Protodinastico era imparentato con i primi due re dell'Antico Regno, ma la "capitale", la residenza reale, rimase a Ineb-Hedj, il nome antico egizio di Menfi. La giustificazione di base per la separazione tra i due periodi è il cambiamento rivoluzionario nell'architettura accompagnato dagli effetti sulla società egizia e sull'economia dei progetti edilizi su larga scala.
Più comunemente l'Antico Regno è considerato il periodo che intercorre dalla Terza dinastia fino alla Sesta dinastia (2686–2181 a.C.). Le informazioni riguardanti le dinastie dalla Quarta alla Sesta sono scarse, e gli storici ritengono la storia dell'epoca scritta "sulla pietra" e in larga parte basata sull'architettura nel senso che è stato possibile ricostruire le vicende grazie ai monumenti e alle loro iscrizioni. Alcuni egittologi includono nell'Antico Regno anche la Settima e l'Ottava dinastia come continuazione della stessa amministrazione, ora centralizzata a Menfi. Mentre l'Antico Regno conobbe un periodo di prosperità e sicurezza interna, ad esso seguì un periodo di disunità e relativo declino culturale, cui gli storici si riferiscono come Primo periodo intermedio. Durante l'Antico Regno, il re d'Egitto (che si sarebbe chiamato faraone solo col Nuovo Regno) divenne un dio vivente che governava in maniera assoluta e poteva pretendere il servizio e le ricchezze dei suoi sudditi.
Sotto re Djoser, primo re della Terza dinastia, la capitale d'Egitto fu spostata a Menfi, dove egli stabilì la sua corte. Durante il suo regno, venne avviata una nuova era di costruzioni a Saqqara. All'architetto del re Djoser, Imhotep, è riconosciuta la paternità dello sviluppo degli edifici in pietra e l'ideazione di una nuova forma architetturale, la piramide a gradoni.

## Problemi di cronologia
La storia dell'antico Egitto (o Storia egizia), ovvero della civiltà dell'Africa settentrionale sviluppatasi lungo le rive del fiume Nilo (a partire dalle cateratte, a sud e al confine con l'attuale Sudan), alla foce, a delta, nel Mar Mediterraneo, per un'estensione complessiva di circa 1000 km, copre complessivamente circa 4000 anni.
Ferma restando la difficoltà di dare concretezza a periodi risalenti alla preistoria, la cronologia egizia si basa principalmente su pochi dati fissi da cui si sono fatte derivare date conseguenti.
Uno di questi fa riferimento alla levata eliaca di Sirio che, grazie peraltro a un altro evento noto (la levata a Eliopoli il 21 luglio del 139 d.C., come indicata dal grammatico romano Censorino), sappiamo essere avvenuta:
- nell'anno 7° del re Sesostri III (XII dinastia): 1879 a.C.;
- nell'anno 9° del re Amenofi I (XVIII dinastia)[N 3]: 1547 a.C.;
- nell'anno 20° del faraone Thutmose III (XVIII dinastia): 1471 a.C..

Da tali date si è cercato perciò, facendo peraltro riferimento anche alle Liste Regali e agli scritti di storici antichi, di costruire una cronologia egizia che a lungo è stata alla base degli studi egittologici e che avrebbe ancora valore assoluto se non fossero tuttavia intervenuti, in tempi relativamente recenti, altri metodi di datazione primo fra tutti quello che si basa sul decadimento del radiocarbonio, il più noto carbonio-14 (generalmente indicato con 14C).
Avvalendosi di tale metodologia, sono stati esperiti accertamenti 14C su 211 esemplari di piante selezionate in contesti funerari egizi associabili con certezza ad altrettanto determinati contesti storico-dinastici, ottenendo i seguenti risultati:
- Antico Regno (~2700-2100 a.C.) corrisponde, in linea di massima, alla cronologia archeo-storica con un margine di errore di ± 76 anni;
- Medio Regno (~2000-1700 a.C.) corrisponde con un errore di ± 53 anni;
- Nuovo Regno (~1500-1100 a.C.) corrisponde con un errore di ± 24 anni.

Esiste tuttavia un vuoto cronologico tra il 1720 e il 1580 a.C., a causa della non certa provenienza di alcuni campioni relativi al Secondo periodo intermedio.
Nel complesso, perciò, la cronologia egizia generalmente accettata, indipendentemente dagli scarti sopra indicati, può essere così compendiata:
| Periodo                    | Dal        | Al        | Dinastie    |
| -------------------------- | ---------- | --------- | ----------- |
| Preistoria                 | 10000 a.C. | 3900 a.C. | -           |
| Periodo Predinastico       | 3900 a.C.  | 3150 a.C. | 00 - 0      |
| Periodo Protodinastico     | 3150 a.C.  | 2700 a.C. | I - II      |
| Antico Regno               | 2700 a.C.  | 2160 a.C. | III - VI    |
| Primo periodo intermedio   | 2160 a.C.  | 2055 a.C. | VII - X     |
| Medio Regno                | 2055 a.C.  | 1790 a.C. | XI - XII    |
| Secondo periodo intermedio | 1790 a.C.  | 1540 a.C. | XIII - XVII |
| Nuovo Regno                | 1540 a.C.  | 1080 a.C. | XVIII - XX  |
| Terzo periodo intermedio   | 1080 a.C.  | 672 a.C.  | XXI - XXV   |
| Periodo tardo              | 672 a.C.   | 343 a.C.  | XXVI - XXXI |

## Antico Regno: prima fase (2700-2500 a.C. III e IV dinastia)

### III dinastia

#### III dinastia (2700-2620 a.C.)
| Date (a.C.) | Principali re        |
| ----------- | -------------------- |
| 2630 - 2611 | Djoser (Netjerykhet) |
| 2611 - 2603 | Sekhemkhet           |
| 2603 - 2600 | Khaba                |
| non note    | Nebkara              |
| 2600 - 2575 | Huni                 |

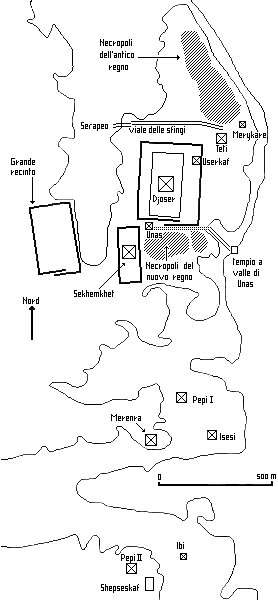
Planimetria della necropoli di Saqqara

La III dinastia, che comprenderebbe quattro o cinque re complessivamente, copre un arco calcolato in 50-55 anni e alcune divergenze sui nomi dei re sono state giustificate dal fatto di usare il cosiddetto "nome di Horus", con cui era usuale rivolgersi ai re in quel periodo storico, piuttosto che il "nome di famiglia", usanza che diverrà più corrente a partire dalla IV dinastia, con Snefru, e l'inserimento di tale identificativo in un cartiglio.
La fase evolutiva iniziata con le prime dinastie Thinite giunse a maturazione con le due successive, la III e la IV dinastia. Anche se si ha evidenza di azioni di guerra, specie nell'area sinaitica e siro-palestinese, di fatto la III dinastia si impose specialmente nelle opere di pace. Architettonicamente, le costruzioni abitative, compreso il palazzo reale, erano ancora costruite con materiali deperibili e fragili, mentre particolare cura si pose nella realizzazione delle Case per l'eternità, ovvero le tombe, dei re. Una prima innovazione appare con la struttura tombale: mentre le tombe del Periodo Arcaico, infatti, erano ipogee sovrastate da tronchi piramidali (le mastabe), e per i re si prevedevano due sepolture, ad Abido e Saqqara, a voler simboleggiare - anche nella morte - la signoria sulle Due Terre, le tombe della III dinastia acquistano valore monumentale e decade, almeno in apparenza, il concetto della doppia sepoltura.
Una prima innovazione voluta da Djoser, primo re della III dinastia, fu la coesistenza della doppia sepoltura nel medesimo luogo; a Saqqara si avranno, perciò, nel medesimo recinto funerario, differenziate solo come orientamento geografico, la sepoltura principale, a nord, e il cenotafio, a sud.
In tale contesto, si impone, a sua volta, la figura di Imhotep, sorta di scienziato ante litteram, architetto, poeta, sacerdote, medico professione, quest'ultima, che lo porterà a essere divinizzato e, dopo millenni, assimilato dai greci al dio della medicina Asclepio, il romano Esculapio.
Ad Imhotep, nella sua funzione di architetto, si dovrebbe perciò il primo uso massiccio di pietra, in luogo dei mattoni crudi, per la costruzione a Saqqara di quella che viene riconosciuta come la prima piramide della storia: la cosiddetta piramide a gradoni del complesso sepolcrale del primo re della III dinastia, Djoser. La costruzione e l'ampio complesso che la circonda risentono ancora, nelle dimensioni delle pietre squadrate utilizzate, del precedente uso di piccoli mattoni di fango, sensazione che, tuttavia, viene già a decadere con il complesso funerario (non ultimato) del successore di Djoser, Sekhemkhet, in cui i mattoni di pietra acquistano già maggiori dimensioni e perdono completamente la connotazione che li faceva derivare dai piccoli mattoni crudi tipica, invece, del complesso di Djoser.

#### Saqqara
Il nome "Saqqara" deriverebbe dal nome del vicino odierno villaggio arabo; è tuttavia controverso se tale nome non derivi, invece, da quello dell'antico dio della morte Sokar, il che sarebbe in linea con la scelta sepolcrale, o piuttosto dal nome di una tribù araba che aveva prescelto la zona quale propria sede stanziale. L'area era già stata originariamente prescelta da Funzionari e Dignitari della I Dinastia, che qui eressero le loro enormi mastabe (tanto che per lungo tempo si è creduto si trattasse di sepolture reali), ma non furono pochi i Re dell'Antico Regno che prescelsero questa necropoli per le loro sepolture, forse proprio per la vicinanza con la neo-fondata Capitale Menfi.
Altre sepolture di dinastie successive si trovano nell'area di Saqqara verosimilmente come tributo agli “antichi re” unificatori del Paese.

#### Principali complessi funerari di Saqqara
| Complesso di   | Dinastia | Note                                                                             |
| -------------- | -------- | -------------------------------------------------------------------------------- |
| Djoser         | III      | muro perimetrale a rientranze e sporgenze; tomba + cenotafio                     |
| Sekhemkhet     | III      | tomba + cenotafio; 132 camere deposito                                           |
| Userkaf        | V        | tomba + piramide satellite; piramide della regina                                |
| Djedkara Isesi | V        | tomba + 2 piramidi satelliti; piramide della regina                              |
| Unis           | V        | tomba + piramide satellite; presenza di Tempio a valle                           |
| Teti           | VI       | tomba + piramide satellite                                                       |
| Pepi I         | VI       | tomba + piramide satellite                                                       |
| Pepi II        | VI       | tomba + piramide satellite + 3 piramidi delle regine; presenza di Tempio a valle |
| Ibi (faraone)  | VI       | presenza di cappella funeraria                                                   |

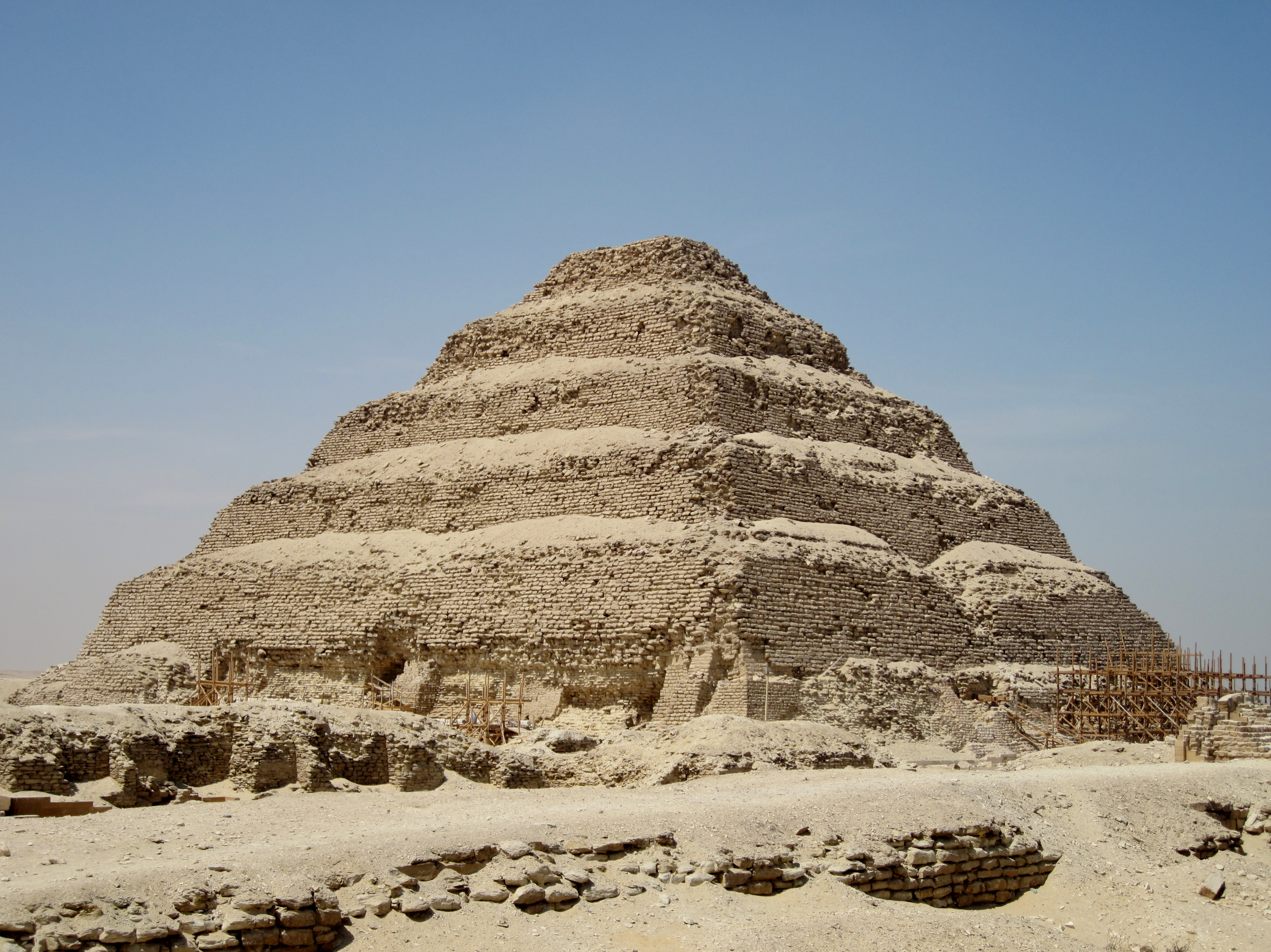
La Piramide di Djoser a Saqqara
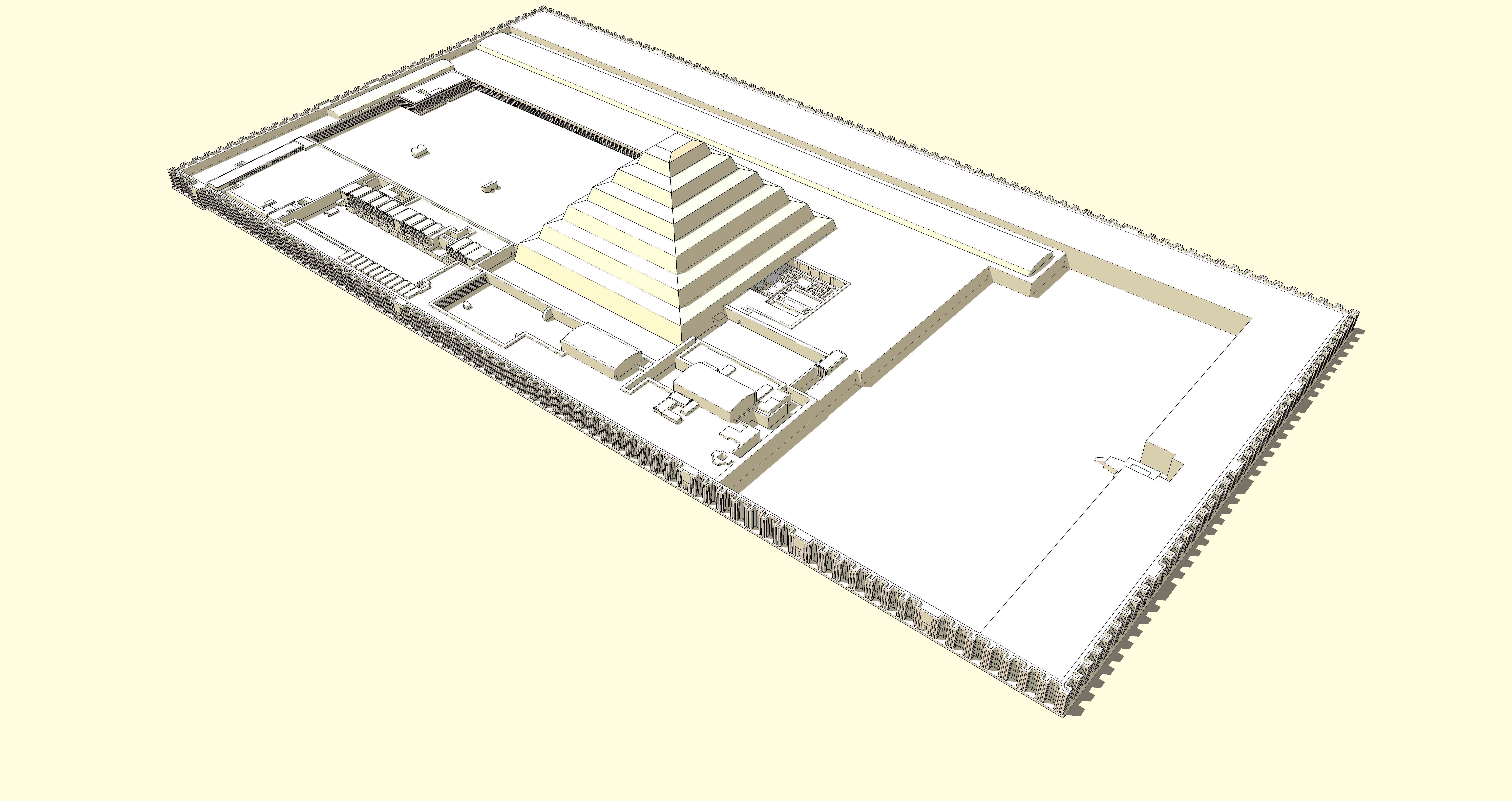
Il complesso funerario di Djoser a Saqqara
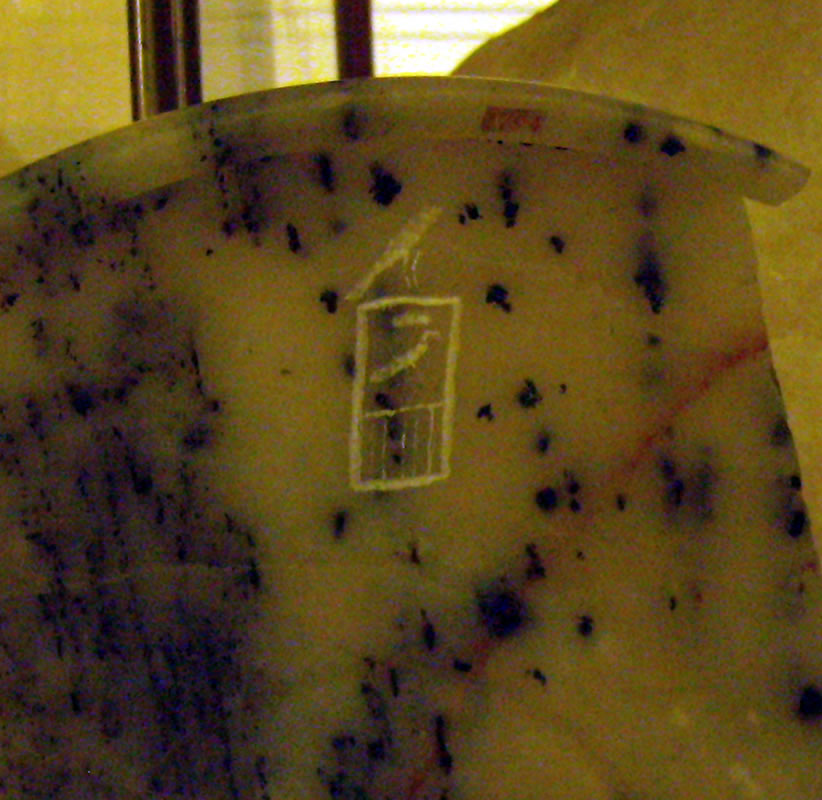
il serekh di Khaba, Museo Petrie di Londra
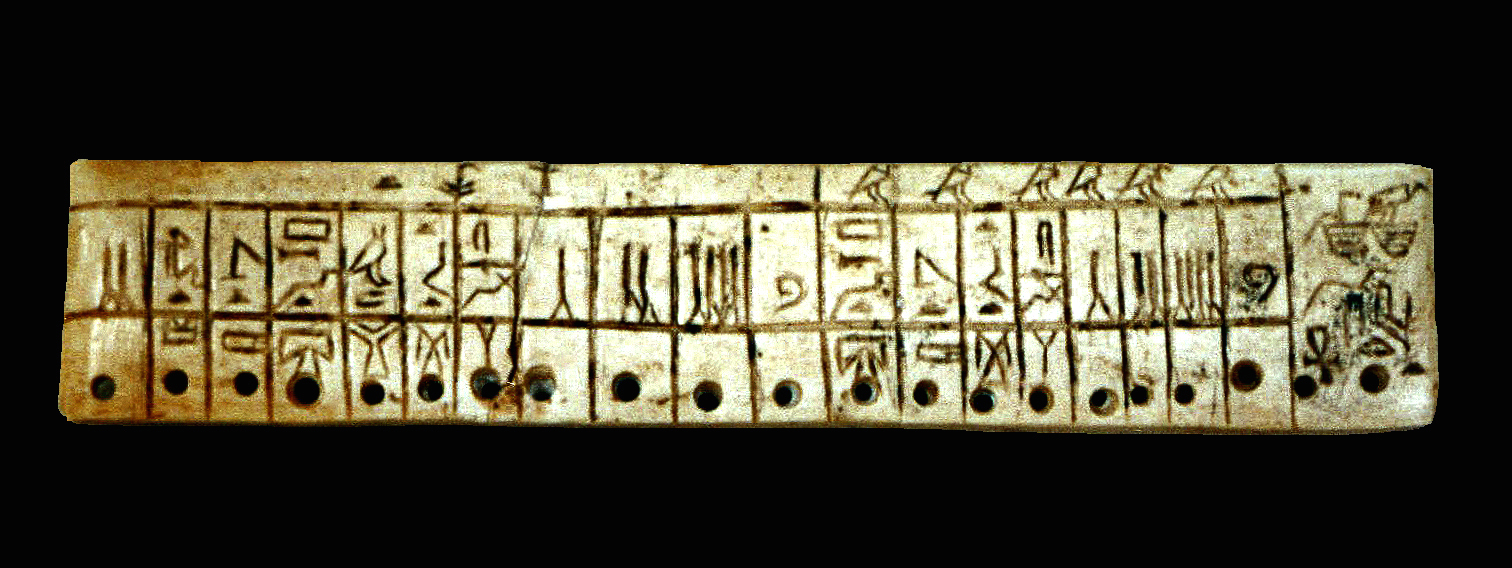
Placca in avorio con il nome del re Sekhemkhet, Museo egizio del Cairo (cat. JE92679)
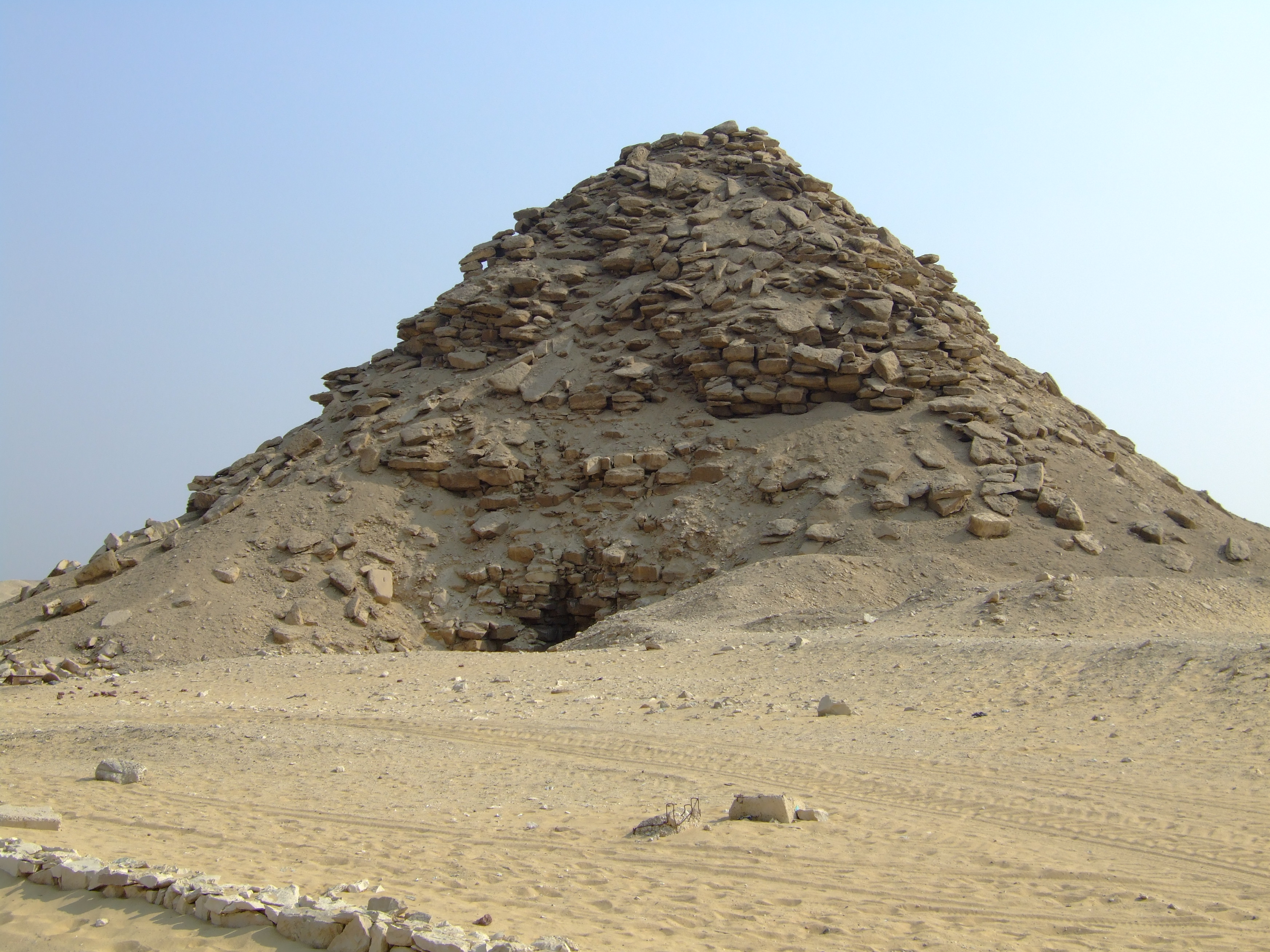
La piramide di Userkaf a Saqqara
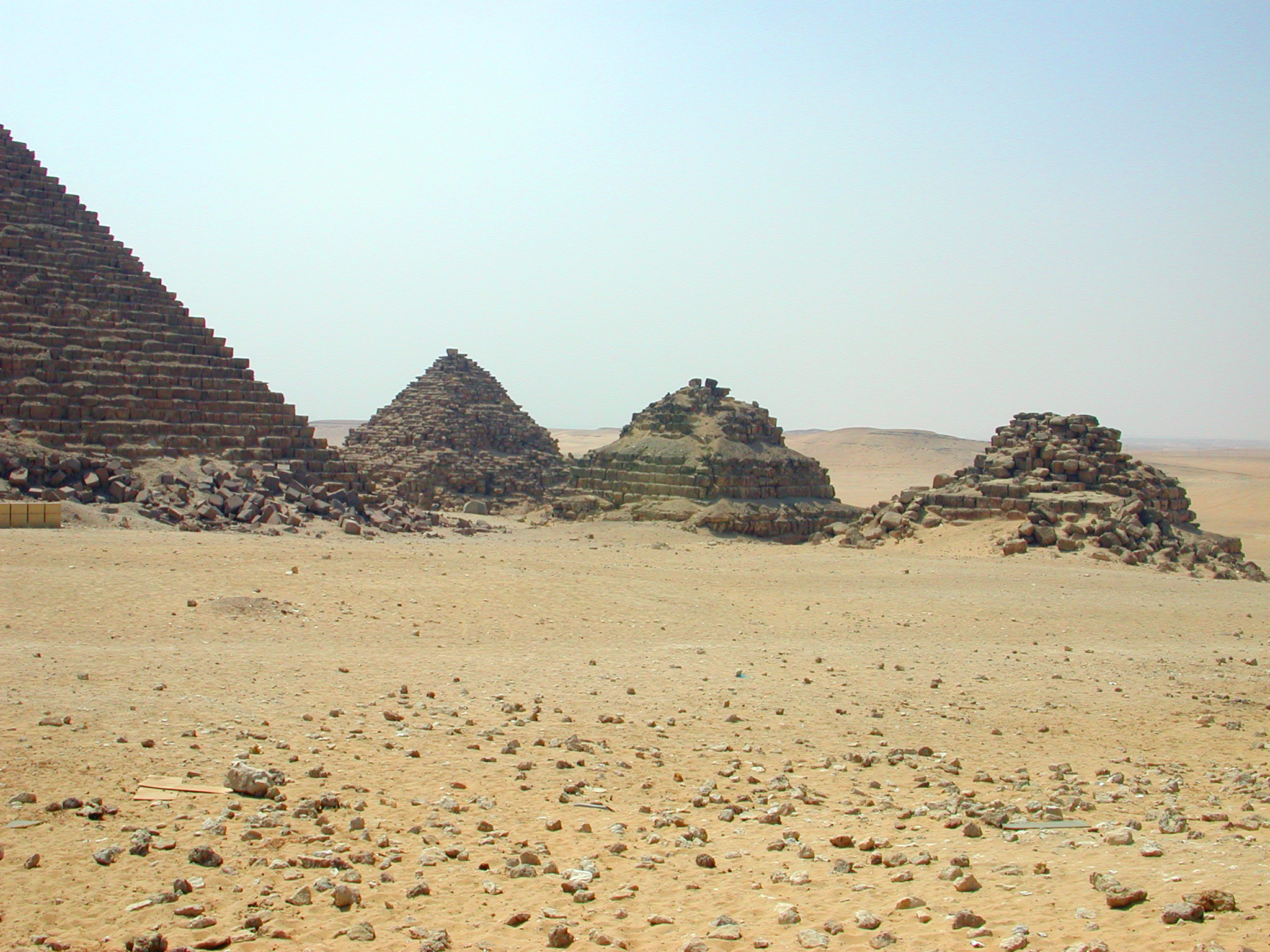
Tre "piramidi della regina" nel complesso di Micerino a Giza
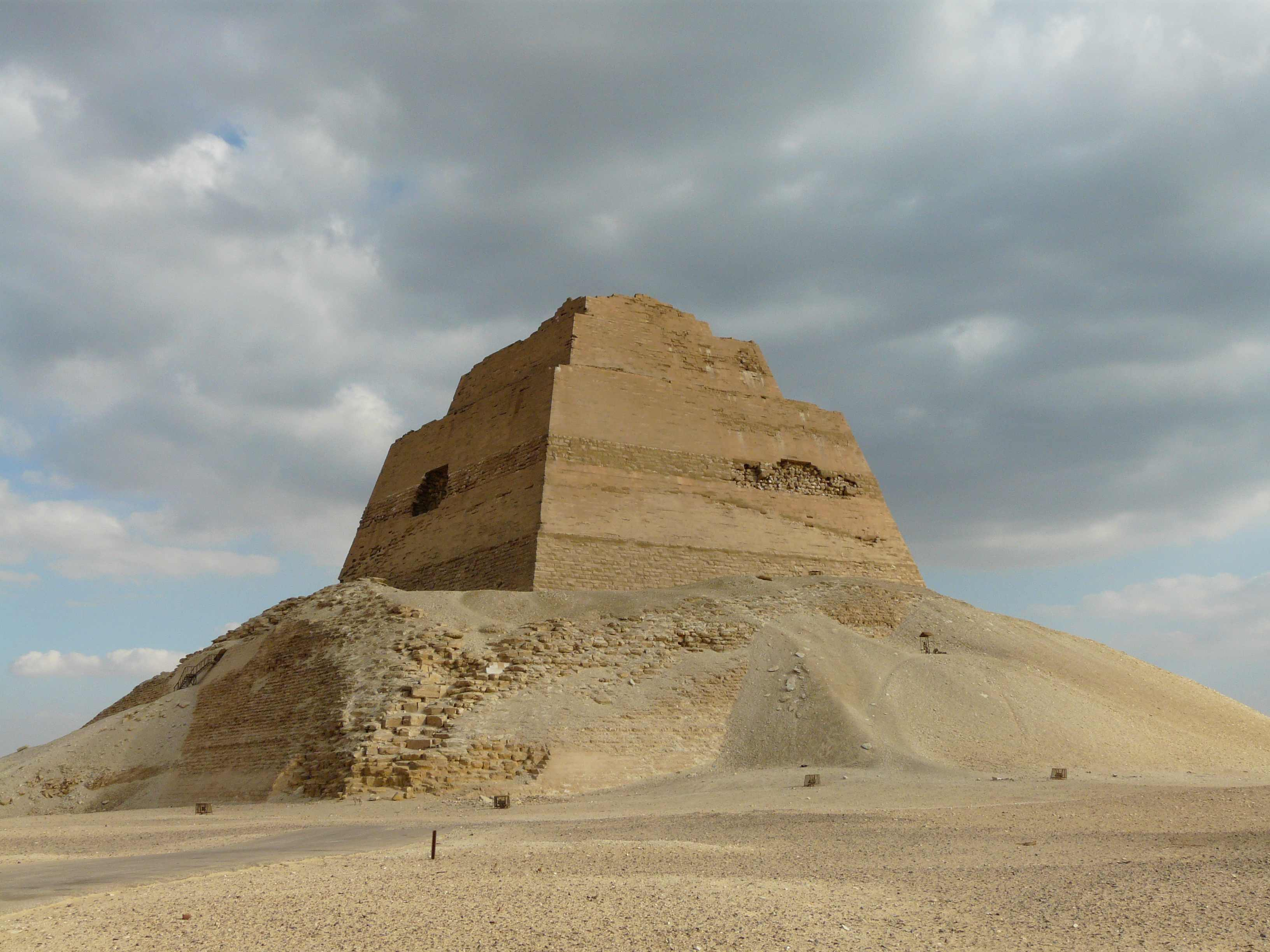
La piramide di Snefru a Meidum
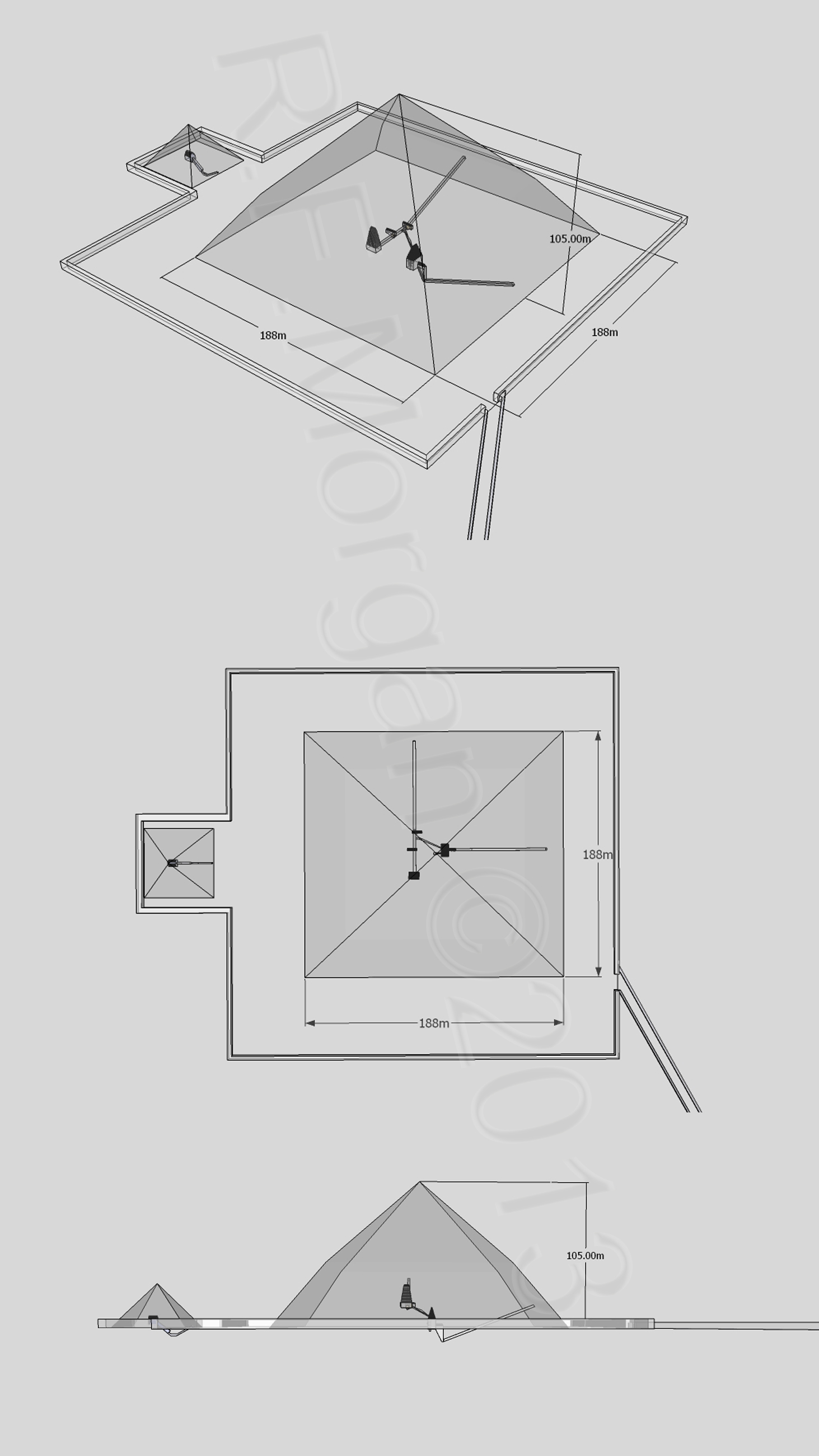
Isometria, planimetria e alzato della Piramide romboidale di Meidum
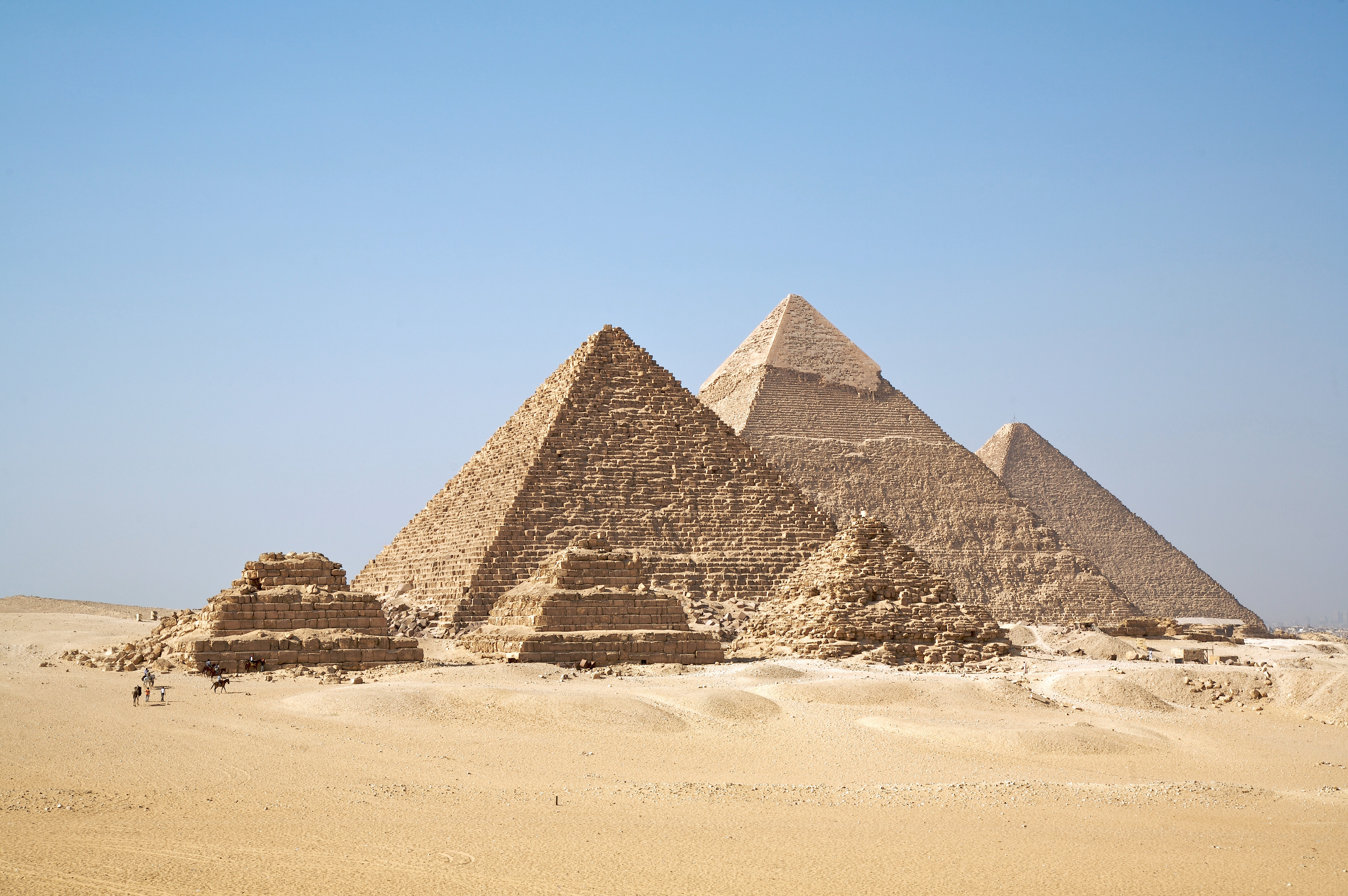
Le tre piramidi maggiori di Giza

### IV dinastia
Trattare della IV dinastia significa, necessariamente, trattare dei re che la resero famosa con le loro opere architetturali e ingegneristiche più famose, le piramidi. Sotto il profilo politico e militare, si ha conoscenza di azioni belliche ai confini nubiani e libici, mentre con l'area asiatica si assiste al consolidamento di rapporti commerciali iniziati già con la precedente dinastia specie per l'importazione di materie prime tra cui i lapislazzuli dall'Afghanistan e, importante, il legname dall'area libanese.

#### IV dinastia (2620-2500 a.C.)
| Date (a.C.) | Principali re                |
| ----------- | ---------------------------- |
| 2575 - 2551 | Snefru (Nebmaat)             |
| 2551 - 2528 | Cheope (Kufu, Khufwey)       |
| 2528 - 2520 | Djedefra (Kheper, Radjedef)  |
| 2520 - 2494 | Chefren (Kafra, Userib)      |
| non note    | Djedefhor (?)                |
| non note    | Baka (Bafra) (?)             |
| 2490 - 2472 | Micerino (Menkhaura, Khaket) |
| 2572 - 2467 | Shepseskaf                   |

#### Snefru e la piramide perfetta
Primo re della IV dinastia fu Snefru, successore di Huni, di cui si ritiene abbia sposato la figlia Hetepheres così acquisendo il diritto al trono. La Pietra di Palermo e un frammento di stele, oggi al Museo del Cairo, consentono di avere un quadro abbastanza chiaro di sei dei suoi ventiquattro anni di regno; oltre vari monumenti a lui ascritti, sono note due sue campagne militari: una verso il confine nubiano, da cui avrebbe portato 7.000 prigionieri e catturato 200.000 capi di bestiame, e l'altra verso la Libia che avrebbe fruttato 11.000 prigionieri e oltre 13.000 capi di bestiame. Viene inoltre segnalato l'arrivo, da Biblo, nel Libano, di 40 navi cariche di legno di cedro. Purtuttavia, come per la III dinastia, la sua figura acquista particolare importanza per l'attività costruttiva e per le innovazioni che, sotto il suo regno, caratterizzarono, e ancor più caratterizzeranno in seguito, il panorama architettonico dell'Egitto antico.

#### Meidum: la falsa piramide
A circa dodici chilometri da Saqqara, infatti, nell'area di Dahshur, Snefru diede corpo alla costruzione di due piramidi mentre una terza, forse iniziata da Huni, venne da lui completata nell'area di Meidum, a ulteriori circa cinquanta chilometri da Dashur.
Si ritiene, storicamente, che la prima piramide realizzata da Snefru sia stata proprio quella di Meidum, nota oggi anche con il nome di falsa piramide giacché si presenta come una piramide a gradoni, alta circa 40 m, il cui rivestimento in pietra, in antico, crollò talché la struttura oggi esistente si innalza sul cumulo di detriti che ne era originariamente il rivestimento stesso.

#### Dashur: Piramide romboidale e Piramide rossa

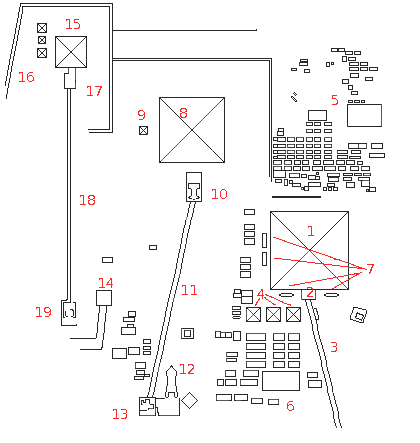
Legenda:
1 - Piramide di Cheope
2 - Tempio funebre di Cheope
3 - Via cerimoniale
4 - Piramidi secondarie
5 - Necropoli occidentale
6 - Necropoli orientale
7 - Fosse delle barche solari
8 - Piramide di Chefren
9 - Piramide secondaria
10 - Tempio funerario di Chefren
11 - Via cerimoniale
12 - Sfinge
13 - Tempio a valle di Chefren
14 - Tomba della regina Kentkaus
15 - Piramide di Micerino
16 - piramidi secondarie
17 - Tempio funerario di Micerino
18 - Via cerimoniale
19 - Tempio a valle di Micerino

Le due piramidi più note a Dahshur, sono, a loro volta, singolari e importanti nell'evoluzione del simbolo stesso dell'antico Egitto. Una delle due è detta romboidale per la strana forma che presenta: l'inclinazione delle pareti, infatti, varia dagli oltre 54° iniziali ai poco più di 43°. Ipotesi più accreditata per tale variazione sarebbe il timore che, proseguendo con l'inclinazione originale, potesse verificarsi quanto già si era verificato a Meidum con il crollo del rivestimento; se tale fosse l'effettivo motivo della variazione architettonica, si confermerebbe che la prima piramide sarebbe quella di Meidum, che le due piramidi erano verosimilmente in costruzione contemporaneamente e che proprio dal fallimento di Meidum i costruttori di Dashur trassero insegnamento.

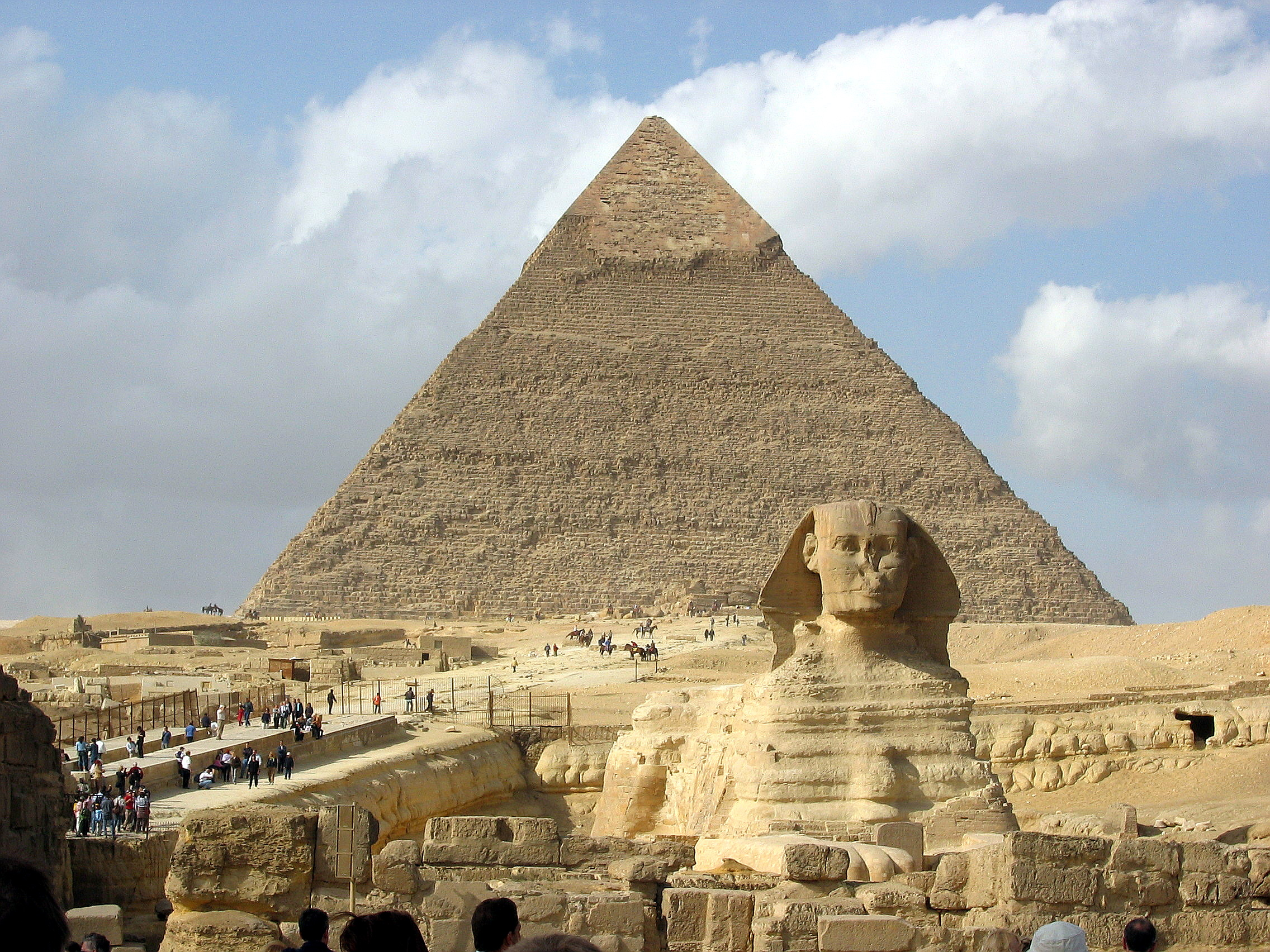
La sfinge e la piramide di Chefren

Terza piramide assegnata a Snefru è l'attuale Piramide del nord, più nota come Piramide rossa, per il colore della pietra con cui è oggi visibile: con i suoi attuali 104 m, e l'inclinazione costante di 43° alla base, è la terza come altezza, dopo la Piramide di Cheope e quella di Chefren a Giza. È questa, perciò, la prima piramide perfetta di cui si abbia nota.
Sposa del re Snefru, fu la regina Hetepheres I, probabilmente figlia del re Huni della III dinastia, madre del secondo re della IV: Cheope.

#### Giza
Poco distante dal Cairo si trova l'altopiano di Giza che ospita quelli che sono di certo i simboli della IV dinastia nonché dell'intero antico Egitto: le tre piramidi maggiori di Cheope, del suo secondo successore, Chefren, e di un successore di costui, Micerino
Politicamente, il paese non aveva ancora raggiunto l'unificazione completa che era stata militarmente conseguita con la I dinastia, confermata dalla II e sancita dalla III; i successori di Snefru proseguirono perciò nella politica per il rafforzamento dell'unificazione del Paese anche attraverso la strutturazione dell'apparato di gestione politico-economico-militare.

#### Cheope

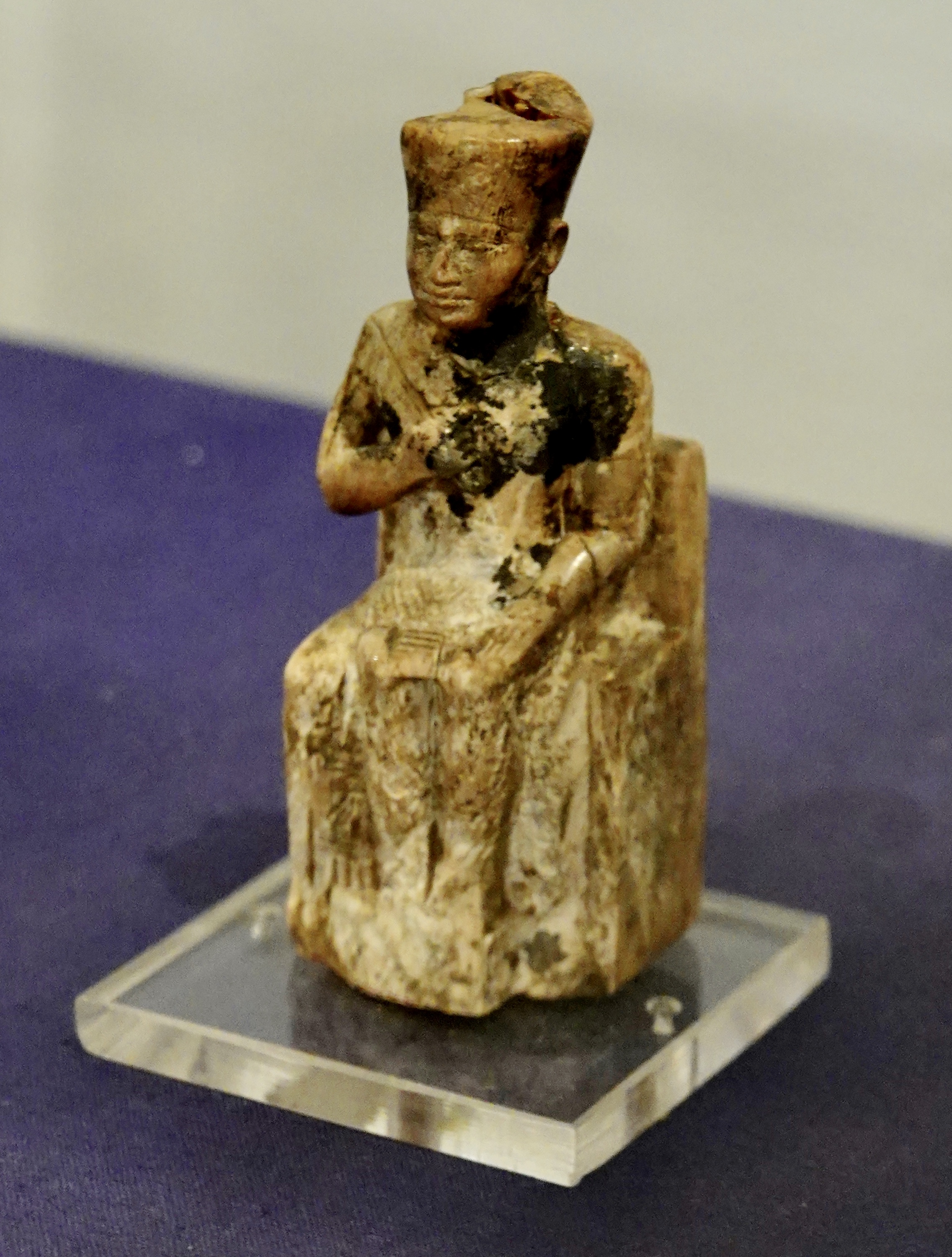
L'unica statuetta raffigurante Cheope (alta 7,5 centimetri). Museo egizio del Cairo.

Successore diretto di Snefru fu Cheope cui il Papiro dei Re di Torino assegna 23 anni di regno, a fronte dei 63 assegnati invece da Manetone. Scarsissime sono le notizie sul suo conto: a parte un graffito nello Wadi Maghara, nella penisola del Sinai, a riprova del fatto che proseguì nelle campagne di guerra intraprese dal padre, Snefru, e una stele nelle cave di diorite del deserto nubiano, è paradossale che del re che fece costruire la struttura architettonica più alta del mondo antico, esista solo una statuetta alta circa 9 cm.
A lui si ascriverebbe l'istituzione della figura del visir, come elemento di collegamento tra la figura reale, divina, e il mondo politico terreno, nonché la costruzione della piramide che porta il suo nome sull'altopiano di Giza, la più alta con i suoi oltre 146 m e una base quadrata di oltre 230.

#### Djedefra e Chefren
Successore diretto di Cheope sarebbe stato suo figlio Djedefra di cui si hanno scarse notizie se non riferimenti all'undicesimo anno di regno. Con Djedefra fa la sua comparsa, nella titolatura regale, l'epiteto Sa-Ra, ovvero Figlio di Ra, e si assiste allo spostamento della necropoli a otto chilometri da Giza, ad Abu Rawash, spostamento che è stato interpretato come riavvicinamento alle idee dei re della III dinastia da cui Djedefra riprese anche l'orientamento nord-sud del complesso tombale. Una tale condizione ha fatto supporre che tra Djedefra e il suo successore Chefren si fosse aperta una rivalità culminata con l'eliminazione del primo.
È verosimile che Djedefra e Chefren fossero figli di differenti regine; una complessa situazione dinastica avrebbe inoltre visto Djedefra opporsi a un altro fratellastro, Djedefhor, che avrebbe sconfitto assumendo il trono. Con Chefren si assiste, perciò, al ritorno del trono in una diversa linea di successione.
Si assiste così all'abbandono di Abu Rawash, al ritorno a Giza per la costruzione della piramide di Chefren, ma non sembrano evidenziabili soluzioni di continuità nella linea ideologica e religiosa intrapresa da Djedefra: Chefren, infatti, mantenne l'epiteto Figlio di Ra nella sua titolatura e proseguì nel percorso di affermazione del dio Atum iniziato dal predecessore cui si deve, peraltro, la prima sfinge di cui si abbia notizia rinvenuta nel complesso di Abu Rawash.
Sotto il profilo architettonico, Chefren è famoso per la piramide che porta oggi il suo nome e per la Sfinge di Giza, un'enorme statua che rappresenta un volto umano, alto circa 4 m (verosimilmente quello stesso di Chefren), su un corpo di leone a simboleggiare il dio Harmakis-Khepri-Atum.

#### Djedefhor, Baka, Micerino e Shepseskaf
Successore di Chefren sarebbe stato il fratello Djedefhor di cui si hanno scarse notizie se non un graffito nel Wadi Hammamat, risalente tuttavia alla XII dinastia, in cui figura come successore di Userib, ovvero il Nome di Horus di Chefren. A questi sarebbe succeduto Baka, figlio di Djedefra, il cui nome compare nello stesso graffito del Wadi Hammamat nonché su una statua rinvenuta ad Abu Rawash.
Il trono sarebbe quindi stato assunto da Micerino, figlio di Chefren e della regina Khamerernebti I, costruttore della terza delle grandi piramidi di Giza. Alla sua morte la piramide non era ancora ultimata e venne conclusa dal suo successore Shepseskaf, secondo in linea di successione al re essendo prematuramente scomparso l'erede designato. Shepseskaf ultimò la piramide paterna con pietre pregiate: granito nella parte inferiore e calcare fine nella parte superiore (anche se non rifinito) e riannodò i legami tra i due rami della famiglia sposando Khentkaus, figlia di Djedefhor.
Sotto il profilo politico-religioso Shepseskaf ruppe con i predecessori, dimostrando di volersi allontanare dalla concezione teologica eliopolitana: emanò infatti un decreto per salvaguardare le proprietà funerarie dei re precedenti, ma spostò nuovamente la necropoli a Saqqara facendovi qui costruire la sua tomba a forma di grande sarcofago. Gli succedette Djedefptah e analogamente fu di rottura la scelta funeraria della regina madre Kentkaus; questa, infatti, si fece costruire due tombe, una a Giza e l'altra ad Abusir nei pressi della tomba del figlio.

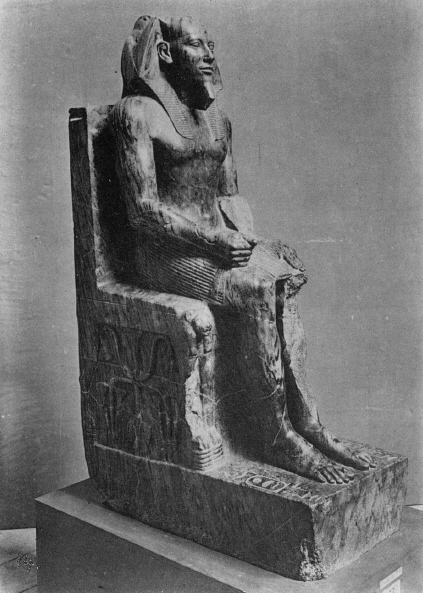
Statua di Chefren in trono (JE10062), in diorite, scoperta da Auguste Mariette nel 1860 nel Tempio a valle di Giza
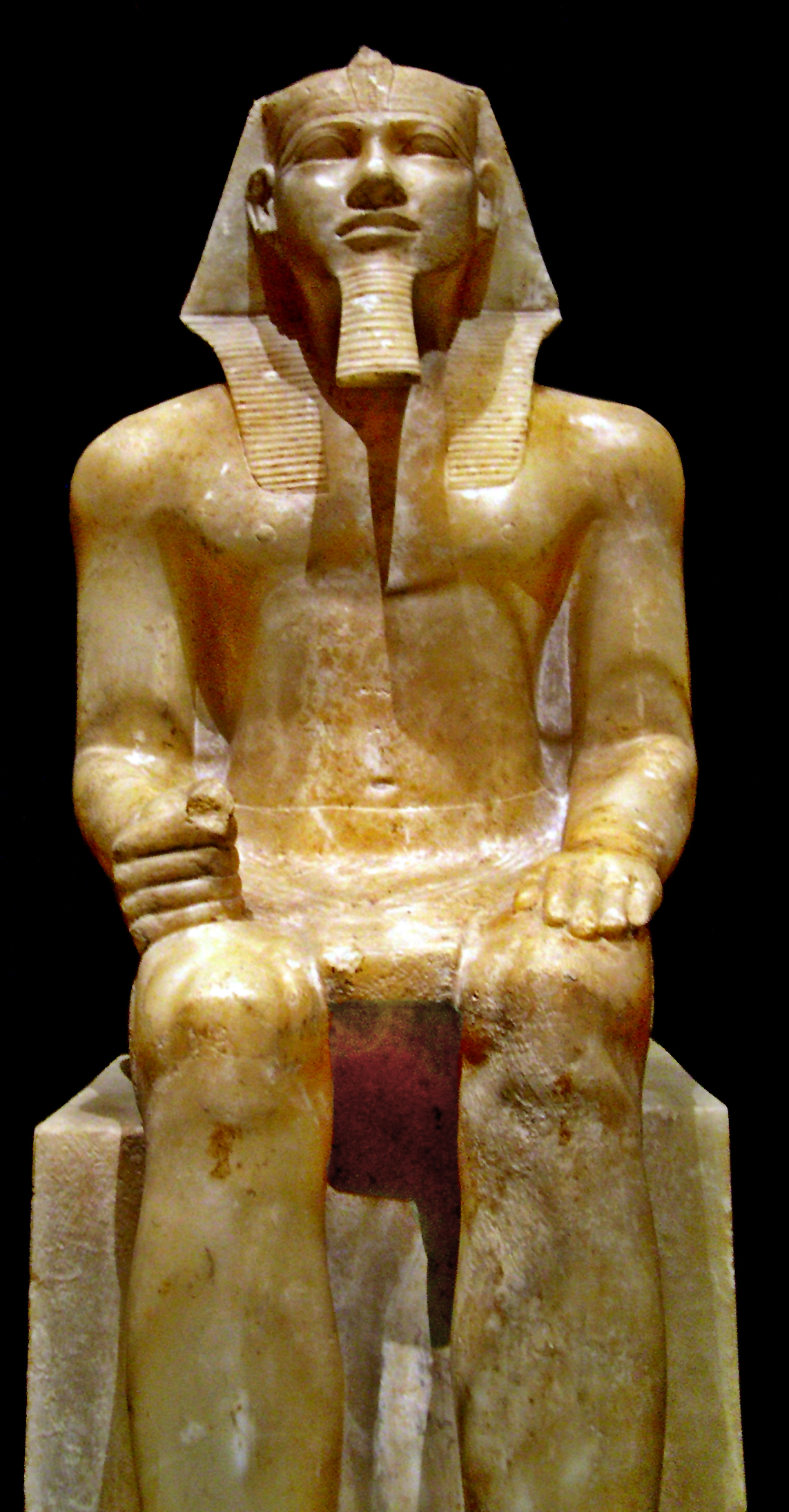
Statua di Chefren in alabastro, scoperta nel 1988 da Claude Vandersleyen a Menfi (Mit Rahina)
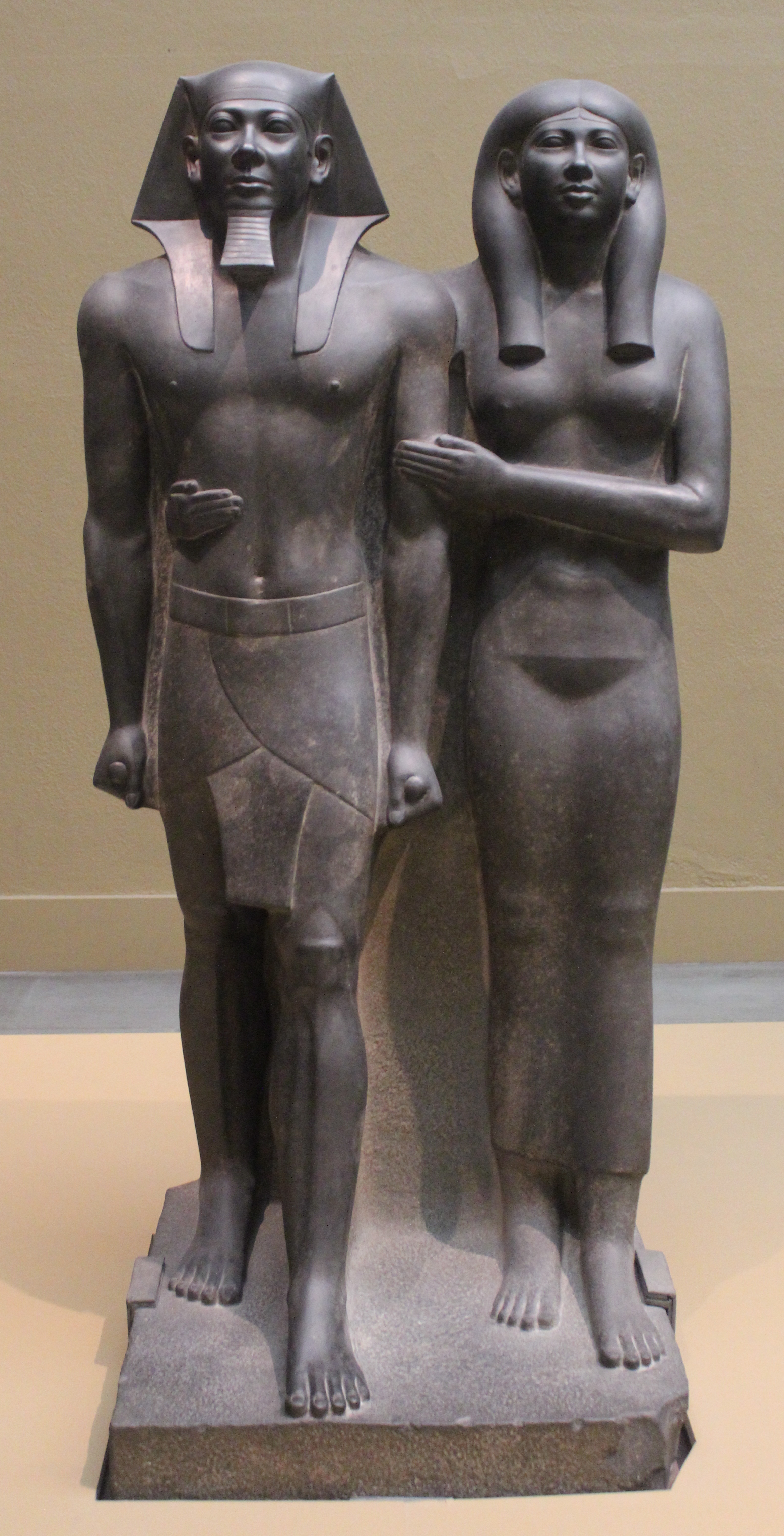
Micerino presentato agli dei dalla regina, Museum Of Fine Arts Boston
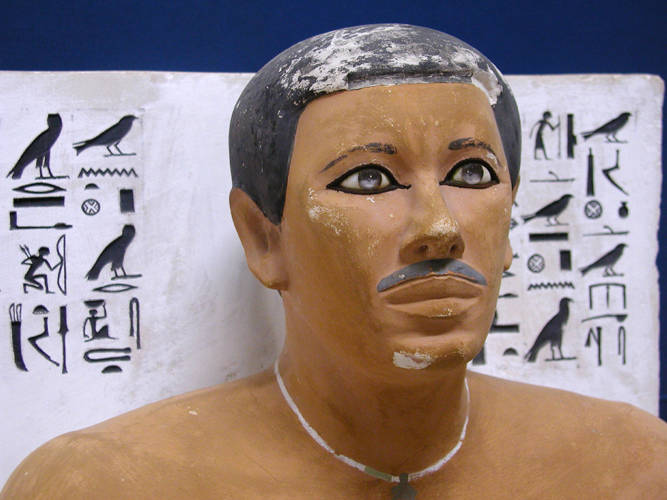
Statua di Rahotep
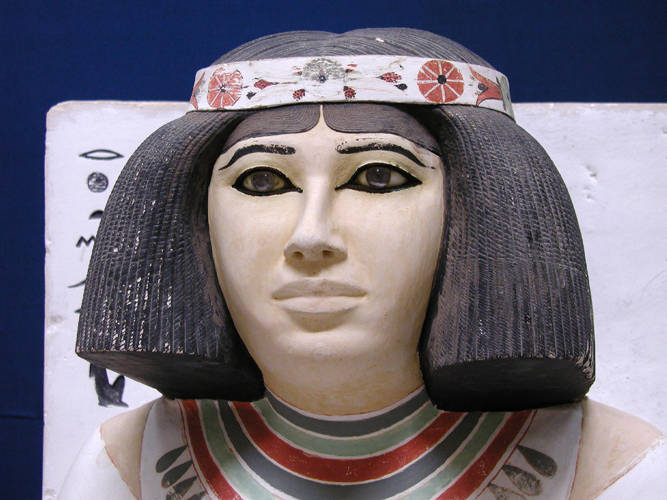
Statua di Nofret

### Reperti musealizzati
Tra gli innumerevoli reperti del periodo musealizzati si segnalano:
Museo Egizio del Cairo:
- Statua di Djoser, III dinastia, altezza 142 cm (cat. 49158). Rinvenuta nel complesso di Djoser a Saqqara, dal Servizio delle Antichità Egiziano, scavi del 1924-1925.
- Intonaco dipinto “Oche di Meidum”, IV Dinastia (regno di Snefru), 27 x 172 cm (cat. JE 34571). Rinvenute da Auguste Mariette nel 1871 a Meidum mastaba di Nefermaat e Atet.
- Statuetta di Cheope, IV dinastia, altezza 7,5 cm (cat. JE 36143). Rinvenuta ad Abido nel 1903 da Flinders Petrie.
- Statua di Chefren in trono, IV dinastia, altezza 168 cm (ct. 10062 CG 14). Rinvenuta nel 1860 da Auguste Mariette nel tempio a valle della piramide del re a Giza.
- 3 Triadi di Micerino [1, 2 e 3], IV dinastia, 1. altezza 93 cm (cat. JE 40678); 2. altezza 95,5 cm (cat. JE 46499); 3. altezza 92,5 (cat. JE 40679). Rinvenute nel 1908 da George Reisner nel tempio a valle della piramide del re a Giza.
- Statua di Rahotep e Nofret, IV dinastia, altezza 122 cm (cat. CG 3 e 4). Rinvenuta nel 1871 da Auguste Mariette nella mastaba di Rahotep a Meidum.

## Antico Regno: seconda fase (2500-2160 a.C. V e VI dinastia)

### V dinastia

#### V dinastia (2500-2340 a.C.)
| Date (a.C.) | Principali re     |
| ----------- | ----------------- |
| 2465 - 2458 | Userkaf           |
| 2458 - 2446 | Sahura            |
| 2446 - 2426 | Neferirkara Kakai |
| 2426 - 2419 | Shepseskara       |
| 2419 - 2416 | Neferefra         |
| 2416 - 2392 | Niuserra          |
| 2396 - 2388 | Menkauhor         |
| 2388 - 2356 | Djedkara Isesi    |
| 2356 - 2323 | Unis              |

(estratto dal Papiro Westcar)
Così il Papiro Westcar narra l'inizio mitico della V dinastia nominando i primi tre re: Userkaf, Sahura e Neferirkara Kakai che, di fatto, non risulta fossero gemelli, né fratelli tra loro. Quello che importa, tuttavia, non è tanto il legame di parentela tra i tre re, quanto il fatto che siano fatti nascere dalla moglie di un sacerdote del dio Ra il che indica la prosecuzione della concezione teologica iniziatasi sotto gli ultimi re della dinastia precedente. La contestuale nascita da un'unica madre, perciò, sarebbe da interpretare come una sorta di rafforzativo della precisa scelta teologica.
Mentre non sembrano evidenziarsi rivolgimenti politici giacché molti funzionari della precedente dinastia vennero confermati nei loro incarichi l'ideologia religiosa viene ulteriormente rafforzata dal Nome di Horus prescelto da Userkaf, il primo re: Iry-Maat, ovvero Colui che ristabilisce Maat. Poche sono le notizie sul regno di Userkaf (forse durato 7 anni secondo il Canone di Torino), ma a lui si deve la prima testimonianza nota di rapporti con le isole egee.

#### I Templi Solari

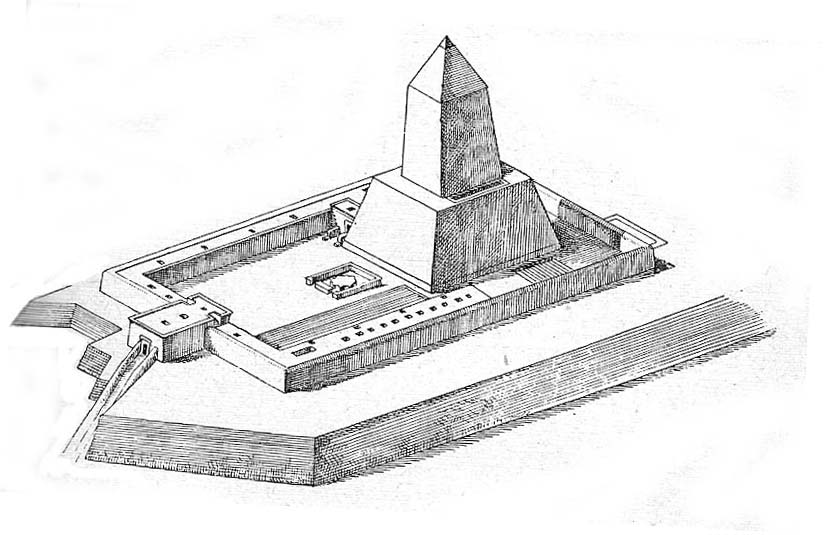
Il tempio Solare di Niuserra ad Abu Gurab

Con Userkaf inizia la costruzione di templi solari nell'area compresa tra Abu Sir e Abu Gurab, tra Giza e Saqqara. Particolare importanza, in campo artistico, acquistano tali edifici poiché, per la prima volta, appare una struttura che, come le piramidi, diverrà il simbolo più noto dell'antico Egitto: l'obelisco.
La struttura del tempio solare era costruita principalmente in mattoni (e per tale motivo molto scarse sono le tracce ancora esistenti) ed era sovrastata da un'alta costruzione avente alla sommità il Benben, ovvero la rappresentazione della collina primordiale emersa dal Nun.
Il complesso più famoso fu quello del sesto re della V dinastia, Niuserra-Setibtawy, ad Abu Gurab, il cui nome era Colui che allieta il cuore di Ra. La struttura tronco-piramidale su cui poggiava il Benben (così costituendo la forma sia pure non slanciata, di un obelisco) era alta oltre 36 m e poggiava, a sua volta, su una base quadrata alta circa 20 m raggiungendo, così, la considerevole altezza di circa 50. Le pareti, sia della base che dell'obelisco, erano ricoperte di calcare bianco e la sommità, così come quella poi di tutti gli obelischi successivi, compresi quelli monolitici del Nuovo Regno e delle stesse piramidi, era costituita da una struttura piramidale, il pyramidion, in pietra lucida (diorite o basalto nero) ricoperta di lamine di rame dorato, che doveva riflettere la luce solare o comunque stagliarsi nettamente contro l'azzurro del cielo. L'utilità degli obelischi più antichi del Basso Egitto era perciò, fondamentalmente, quella di elevare il più alto possibile proprio il Benben quale simbolo solare, tanto che l'obelisco stesso occupava di fatto il posto che nei templi più moderni sarà della cappella più interna, del sancta sanctorum.

#### Politica dinastica
Oltre a campagne di guerra, specialmente riportate sui rilievi del tempio funerario di Sahura, si è a conoscenza di missioni commerciali a Biblo e nella Siria interna come attesterebbero gli orsi riportati nei rilievi dello stesso complesso funerario. Allo stesso regno di Sahura sarebbe da ascriversi una missione commerciale nel Paese di Punt, missioni per il ripristino di cave di diorite ad Assuan e di sfruttamento di miniere nella Penisola del Sinai.
Scarse sono le informazioni sui regni dei successori; per quanto riguarda Neferirkara Kakai, diretto successore di Sahura, è degno di nota che, durante il suo regno, sarebbe stata compilata la Pietra di Palermo.
Durante il regno di Niuserra, figlio di Neferirkhara e costruttore del più famoso tempio solare ad Abu Gurab, i grandi funzionari provinciali e i funzionari di corte cominciarono ad acquistare una certa autonomia iniziando il processo che, di lì a poco, porterà a minare l'autorità centrale.
Successore di Niuserra fu Djedkara Isesi che iniziò una politica di allontanamento dal culto eliopolitano, che era stato dei suoi predecessori, e pur scegliendo un nome Nebty, ovvero Signore dell'Alto e Basso Egitto, che faceva comunque riferimento a Ra, Stabile è il Kha di Ra, non fece costruire templi solari e si fece seppellire a Saqqara. Di lui sono note, come per Sahura, missioni commerciali nel Sinai, ad Abu Simbel, a Biblo e nella Terra di Punt. Proseguì, nel contempo, l'acquisizione di sempre maggior potere da parte dei funzionari di palazzo e dei governatori provinciali, fino a poter individuare un vero sistema di tipo feudale.
Con l'ultimo re della V dinastia, Unis, prosegue la proiezione estera delle politiche commerciali verso l'area siro-palestinese e nubiana.

### VI dinastia

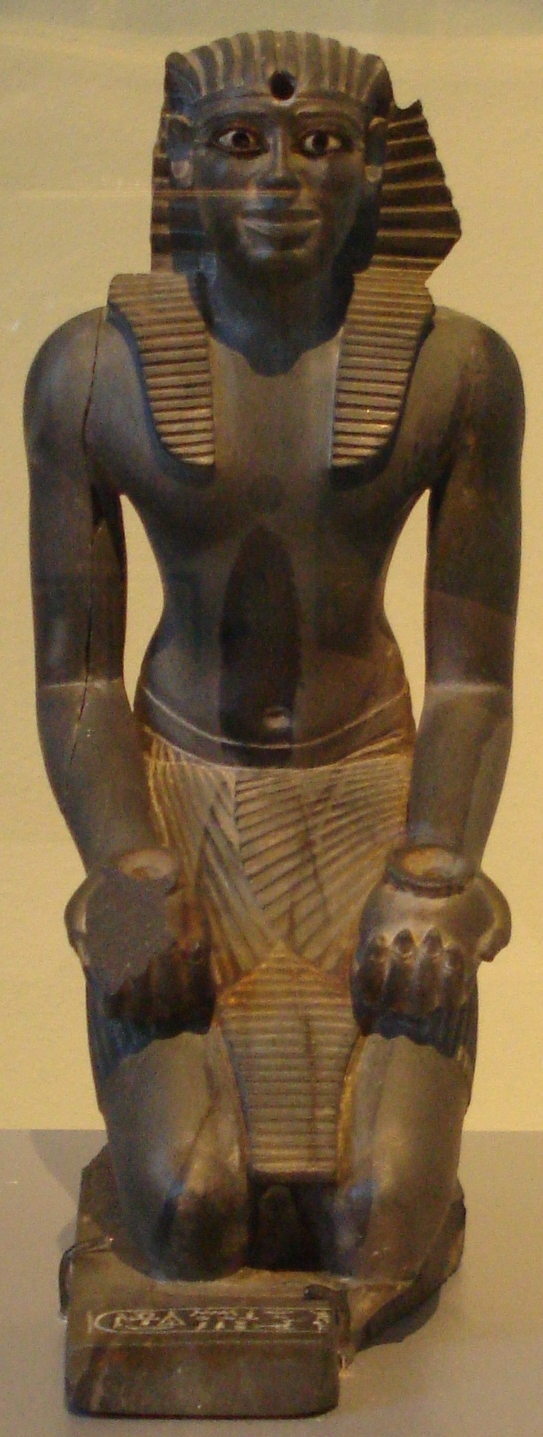
Offertorio di Pepi I

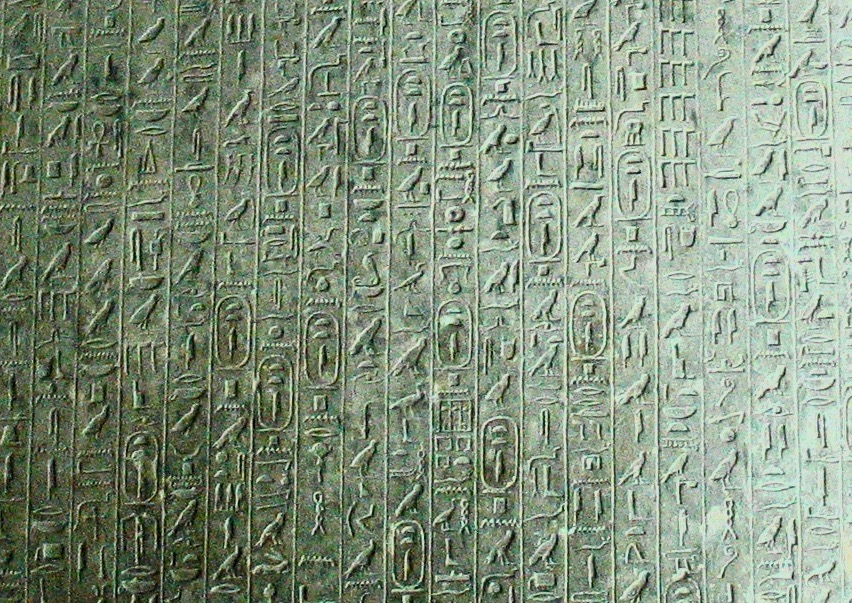
Testi delle piramidi dalla tomba di Teti

Secondo alcuni studiosi, la fine della V dinastia coinciderebbe con la fine dell'epoca classica dell'Antico Regno poiché si considera la VI dinastia l'inizio della decadenza che porterà al Primo Periodo Intermedio e alla successiva riunificazione delle Due Terre sotto Mentuhotep II. Altri sottolineano come la rottura di cui sopra non sia di fatto stata percepita dalla storiografia, poiché proseguono rapporti commerciali con le terre viciniori e non sembra di potersi individuare una cesura così importante nella linea politica che aveva caratterizzato la dinastia precedente.

#### VI dinastia (2340-2160 a.C.)
| Date (a.C.) | Principali Re |
| ----------- | ------------- |
| 2323 - 2291 | Teti          |
| 2291 - 2289 | Userkara      |
| 2289 - 2255 | Pepi I        |
| 2255 - 2246 | Merenra I     |
| 2246 - 2152 | Pepi II       |
| non note    | Merenra II    |
| non note    | Nitocris      |

#### Gli inizi della dinastia: Teti, Userkara e Pepi I
È verosimile che la V dinastia si sia conclusa senza eredi maschi: al trono, infatti salirà Teti che acquisterà diritto al governo per aver sposato Iput, figlia di Unis. È altrettanto verosimile che la situazione di tipo feudale iniziatasi con la fine della dinastia precedente avesse innescato una minor adesione a quelle che erano le politiche centralizzate e, in tal senso, deve intendersi la scelta, come “Nome di Horus”, di Seheteptaui, ovvero “Colui che pacifica le Due Terre” significativo del suo programma politico. La politica di pacificazione di Teti ebbe buoni risultati; oltre a proseguire nella linea di politica internazionale che aveva caratterizzato le precedenti dinastie (con Biblo, la Nubia, la terra di Punt) egli è noto anche come legislatore (suo è un decreto che esenta il tempio di Abido dal pagamento delle imposte). Sotto il profilo religioso, Teti si avvicina al culto della dea Hathor di Dendera, nel medio Egitto, allontanandosi, perciò dal delta nilotico e dal culto eliopolitano.
Il regno potrebbe essere durato dai 9 ai 12 anni, giacché la data più recente che lo riguarda fa riferimento al “sesto censimento” del bestiame, operazione che aveva luogo normalmente ogni due anni oppure ogni anno e mezzo. Secondo Manetone Teti sarebbe stato assassinato, notizia sintomatica, comunque, di un periodo di turbolenze e di instabilità politica che appare confermato dal breve regno del suo successore, Userkara il cui nome di Horus, “Potente è il Kha di Ra”, sarebbe stato interpretato come un tentativo di ritorno alle antiche tradizioni solari.
Il passaggio tuttavia al regno di Pepi I, figlio di Teti, sembra essere avvenuto senza ulteriori disordini e si ritiene anzi che Iput, vedova di Teti, possa aver regnato per un certo tempo in nome del figlio troppo giovane per assumere il trono.
Pepi I regnò per almeno 40 anni e anche in questo caso è sintomatico il nome di Horus assunto, “Colui che è amato dalla Due Terre”, che fa supporre una sua precisa volontà di pacificare le fazioni avverse. Nell'anno del “ventunesimo censimento”, Pepi sposò, la figlia di un nobile di Abido, Khui, sancendo così una sorta di alleanza con famiglie potenti del Medio e dell'Alto Egitto. A conferma di una volontà di riallacciare la famiglia reale alle antiche usanze, gli imponenti lavori nel sud del Paese, a Dendera, ad Abido, a Ieracompoli (quest'ultima città d'origine delle prime dinastie), a Elefantina, e il cambio del proprio prenome, o “nome di incoronazione”, da Nefersahor in Merira, ovvero “il Devoto di Ra”.
Il nome della sua piramide a Saqqara, Men-Nefer, ovvero “il Monumento Perfetto”, a partire dalla XVIII dinastia verrà esteso alla vicina città che i greci interpreteranno, poi, come Menfi.

#### Espansione verso il sud
Il successore di Pepi I, Merenra I, sottolineerà ulteriormente i legami con l'Alto Egitto assumendo come nome di incoronazione “Antiesmaf”, ovvero Anti è la sua protezione. Merenra proseguì nella politica estera commerciale iniziata da Pepi I e nominò Uni, alto funzionario che aveva eseguito per Pepi indagini in un caso di congiura, governatore dell'Alto Egitto. Lo stesso Uni, nominato comandante dell'esercito, porterà positivi risultati anche da campagne di guerra nell'area siro-palestinese: questo esercito ritornò in pace dopo aver raso al suolo il paese degli Aamu-che abitano-la sabbia. Anche all'interno del paese Merenra I riuscì a rendere sicure le vie carovaniere verso il sud e la Nubia grazie all'opera di Horkuef, governatore di Elefantina.
Morto prematuramente, probabilmente dopo circa 9 anni di regno, gli succedette Pepi II che governò le Due Terre, secondo la tradizione, per 94 anni e, del resto, la data più bassa del suo regno a noi nota indica l'anno XXXVI del censimento (non è noto se biennale o ogni anno e mezzo). È certo, in ogni caso, che il suo regno fu lunghissimo, forse troppo rispetto al crescente potere dei governanti locali, causando una sclerotizzazione degli ingranaggi amministrativi e problemi di successione che vedono, alla sua morte, salire al trono un effimero re Merenra II, che avrebbe regnato forse meno di un anno e di cui non si hanno notizie.
Avrebbe sposato la regina Nitocris che gli succedette sul trono come regnante autonoma; ma del suo regno non si hanno informazioni né evidenze archeologiche

### Annotazioni
1. ↑  Le presunte sorgenti del Nilo vennero scoperte solo nel 1937 dall'esploratore tedesco Burkhart Waldecker (1902-1964) nella parte meridionale dell'altopiano del Burundi.
2. ↑  La levata eliaca (circa 30' prima dell'alba) della stella Spdt, Sopedet, la Sothis dei greci; ovvero il suo apparire in cielo intorno al solstizio d'estate. Si tratta, di fatto, della prima apparizione dell'astro, che precede il sorgere del Sole, dopo un lungo intervallo di circa 70 giorni di non visibilità.
3. ↑  Anche in questo importante caso tuttavia, poiché da esso deriva la conseguente datazione dell'intera XVIII dinastia, esiste possibilità di errore: si sa infatti, dal papiro Ebers (citato da Grimal 2006, pag. 260), che la levata eliaca avvenne nell'anno 9° di Amenofi I, ma quel che non è noto è “dove” sia stata effettuata tale rilevazione. Se questa fosse avvenuta a Menfi, infatti, nel nord del paese, l'anno 9° corrisponderebbe al 1547 a.C. e, conseguentemente, la levata sarebbe avvenuta nel 1556; ma se la rilevazione fosse stata effettuata a Tebe, oltre 800 Km a sud, allora dovrebbero essere sottratti 20 anni e, in tal caso, la levata eliaca di Sirio sarebbe avvenuta nel 1526, e il 9º anno di regno corrisponderebbe al 1517.
4. ↑  Contenuto in ogni essere organico, animale o vegetale, ed essendo nota l'emivita del 14C, è possibile stabilire l'età di un reperto archeologico con una certa approssimazione fino a un massimo di circa 40-60.000 anni fa (le datazioni a ritroso fanno comunque sempre riferimento a un tempo attuale indicato, convenzionalmente, nel 1950 d.C.).
5. ↑  Non è tuttavia da sottovalutare un altro fattore di "errore" che potrebbe influenzare, in generale, le datazioni 14C: gli esperimenti nucleari del trentennio 1950-1980 che hanno di certo aumentato la quantità di radiocarbonio presente nell'atmosfera.
6. ↑  Viene fatto rilevare che il Canone di Torno assegna a Djoser 19 anni di regno che, secondo Gardiner e altri, è un tempo troppo breve per completare il complesso funerario; più appropriati sembrerebbero, invece, i 29 anni assegnatigli da Manetone, ma questi assegna all'intera dinastia un periodo di 249 anni nettamente in contrasto con le evidenze archeo-storiche.
7. ↑  Il Papiro Edwin Smith, oggi alla New York Academy of Medicine (NYAM), viene considerato il primo approccio scientifico alle cure mediche, lontane da incantesimi o formule magiche. Pur risalendo, per stesura, al Secondo periodo intermedio, il Papiro Edwin Smith, in base alla terminologia impiegata e alla struttura testuale, è stato indicato come copia di preesistenti testi risalenti all'Antico Regno e attribuito a Imhotep.
8. ↑  Venne peraltro considerato figlio del dio Ptah e della dea Sekhmet
9. ↑  Manetone gli attribuisce l'invenzione dell'arte di costruire in pietra (Alan Gardiner -1971- p. 71).
10. ↑  Secondo alcuni studi Sekhemkhet sarebbe di fatto l'iniziatore della dinastia e Djoser il secondo, ma proprio le dimensioni dei materiali di costruzione fa supporre che l'aumento delle dimensioni sia derivato proprio dall'esperimento precedente del complesso di Djoser.
11. ↑  Di fatto esistono a Saqqara sepolture che risalgono anche al periodo greco-romano e funzionari, re e faraoni successivi non disdegnarono di farsi qui preparare la propria sepoltura; tra gli altri, il generale Horemheb, della XVIII dinastia prima di salire al trono.
12. ↑  In arabo al-ahram al-kādhaba, doveva originariamente essere alta più di 90 m con una base di 144.
13. ↑  Presso gli egizi, le costruzioni avevano un proprio nome, quello assegnato a questa piramide, emblematico per quanto poi avvenne alla costruzione, era Snefru è duraturo.
14. ↑  Il nome del monumento era Snefru del sud splende.
15. ↑  Si tenga presente che le mastabe, e le piramidi a gradoni della dinastia precedente, avevano un'inclinazione delle pareti variabile tra i 72 e i 78° e che l'esame interno della piramide "romboidale" ha evidenziato un nucleo originario con un'inclinazione di circa 60°. Evidenti problemi di staticità, dovuti anche al cedimento del terreno, portarono alla realizzazione di una sorta di “cintura” più esterna con l'inclinazione di circa 55° successivamente variata, ancora, in circa 43°.
16. ↑  Proseguendo con l'inclinazione iniziale di 54°46', la piramide avrebbe raggiunto i 133 m di altezza; la variazione intervenuta a circa 50 m dal suolo, a 43°60', variò l'altezza finale agli attuali 105 m.
17. ↑  Il nome del monumento era Snefru appare nella gloria.
18. ↑  Importante fu il ritrovamento nel 1925, a cura di George Reisner e di una spedizione congiunta dell'Università di Harvard e del Museum of Fine Arts (Boston), della tomba di Hetepheres (Mark Lehner, 2003, p. 117) a breve distanza dalla piramide del figlio. Il sarcofago in alabastro bianco della regina era però vuoto.
19. ↑  Successore diretto di Cheope sarebbe stato Djedefra Kheper di cui si hanno scarse notizie. Si hanno tracce del suo undicesimo anno di regno.
20. ↑  Si ipotizza, per il ritrovamento di tracce archeologiche, che tra Chefren e Micerino abbiano regnato altri due re: Hordjedef, forse figlio di Cheope, e fratello di Kheper, e Baka, forse figlio maggiore di Kheper. Il Papiro dei Re, di Torino, è danneggiato proprio nella parte relativa alla IV dinastia, ma tra i nomi di Chefren e di Micerino ci sarebbe spazio a sufficienza per l'inserimento di altri due nominativi.
21. ↑  Rinvenuta ad Abido, nel 1903, da Flinders Petrie, oggi al Museo del Cairo.
22. ↑  È da tener presente che gli anni di regno facevano riferimento, di fatto, alle operazioni di censimento del bestiame e che questo, in epoca antecedente, avveniva ogni due anni. Se l'usanza era, perciò, ancora biennale, il riferimento sarebbe al 22 anno di regno di Djedefra; in caso contrario, se cioè il censimento del bestiame fosse già diventato annuale, si tratterebbe effettivamente dell'undicesimo.
23. ↑  E ciò giustificherebbe il perché dell'incompiutezza del complesso di Abu Rawash, nonché il suo quasi completo smantellamento (il Tempio in valle, pure identificato archeologicamente, non è ancora stato scavato). Pare, in realtà, che lo smantellamento sia avvenuto nei secoli a venire per il materiale particolarmente prezioso usato nella costruzione: sienite e quarzite rossa
24. ↑  Djedefhor e Baka, come risulta da un graffito rinvenuto nello Wadi hamammat (citato da Grimal 2002, p. 92), ma risalente alla XII dinastia, sarebbero stati seguenti a Chefren nella linea di successione a Cheope.
25. ↑  Il nome originale era Grande è Chefren: è alta 136,4 m (ma originariamente raggiungeva i 143, 5), con una base quadrata di 215.25 m e un angolo alla base di 53°10'.
26. ↑  Lunghezza massima circa 73 m, altezza massima circa 22 e larghezza massima 19 m.
27. ↑  Men-kha-U-Ra, ovvero Stabili sono i Kha di Ra.
28. ↑  Il nome originale era Divino è Micerino, è alta 62 m (ma originariamente raggiungeva i 65,5), con una base quadrata di 103,4 m e un angolo alla base di 51°20'.
29. ↑  Città del delta nilotico oggi identificata con Zat el-Kom a circa dieci chilometri da Abu Rawash.
30. ↑  Dea dei parti, "mshnt" era lo sgabello delle partorienti.
31. ↑  Si tratta di un papiro trascritto durante la XVI-XVII dinastia, ma risalente al Medio Regno; una sorta di Mille e una notte ante litteram in cui si narra del re Cheope che, per distrarsi, invita a corte principi e funzionari per farsi narrare storie. Una di queste, raccontata dal mago Gedi, preconizza la nascita dei primi tre re della V dinastia, Userkaf, Sahura e Keku, da Redjedef, moglie di Ra-User, sacerdote di Ra a Eliopoli.
32. ↑  Nell'isola di Citera, infatti, venne rinvenuta una coppa in pietra recante il nome del suo tempio funerario di Saqqara: I luoghi di Userkaf sono puri.
33. ↑  Dei sei di cui si ha notizia, due sono stati individuati: quello di Userkaf, ad Abu Sir, e di Niuserra-Setibtawy, ad Abu Gurab.
34. ↑  Il Benben era, in origine, di forma conica e solo successivamente assunse forma piramidale. Nella cosmogonia di Eliopoli rappresentava la collina, emersa dal Nun, l'oceano primordiale, da cui era nato il loto che aveva generato Atum.
35. ↑  Tale nome, con poche varianti, sarà assunto, nel corso della storia dell'Egitto, sempre da sovrani che dovettero ristabilire l'unità del Paese dopo disordini politici o periodi di instabilità: Amenemhat I (XII dianstia); Ipepi (XV dinastia); Petubastis II e Pianki (XXV dinastia).
36. ↑  Il canone di Torino gli assegna 7 mesi circa di regno, mentre Manetone 30-33 anni
37. ↑  Sulla scorta del nome di Horus, è' stato addirittura ipotizzato che Userkaf potesse essere il capo della fazione avversa che avrebbe complottato per uccidere Teti.
38. ↑  Sia il canone di Torino che Manetone gli assegnano 50 anni di regno.
39. ↑  È tuttavia noto che contro di lui venne ordita una congiura nell'harem reale come da testimonianza esistente sulle pareti della tomba di Uni, alto funzionario di corte incaricato delle indagini, ad Abido.
40. ↑  Anti era una divinità falco guerriero adorato dal XII al XVIII nomo dell'Alto Egitto.

### Fonti
1. 1 2   Old Kingdom of Egypt, in World History Encyclopedia. URL consultato il 4 dicembre 2017.
2. 1 2  Malek, Jaromir. 2003. "The Old Kingdom (c. 2686–2160 BC)". In The Oxford History of Ancient Egypt, edited by Ian Shaw. Oxford and New York: Oxford University Press. ISBN 978-0192804587, p.83
3. ↑   Thomas Schneider, Periodizing Egyptian History: Manetho, Convention, and Beyond, in Klaus-Peter Adam (a cura di), Historiographie in der Antike, Walter de Gruyter, 27 agosto 2008,  pp. 181-197, ISBN 978-3-11-020672-2.
4. ↑  Carl Roebuck, The World of Ancient Times, pp. 55 & 60.
5. 1 2  Carl Roebuck, The World of Ancient Times, p. 56.
6. ↑  Lista di Abido, Lista di Saqqara e Papiro di Torino.
7. ↑  In specie Sesto Africano ed Eusebio di Cesarea.
8. ↑  Hendrik J. Bruins, Dating Pharaonic Egypt, in “Science”, vol. 328, Washington, 2010, pp. 247-248.
9. ↑  Hendrik J. Bruins, 2010, pp. 247-248.
10. 1 2 3 4  La datazione di molte dinastie è controversa: si è preferito riferirsi alle indicazioni cronologiche di John Baines e Jaromír Málek (1985) dalla I alla X dinastia, mentre dall'XI dinastia all'età tolemaica si è seguito il testo di Jürgen von Beckerath (1984).
11. ↑  Alan Gardiner, 1971, p. 73, citando il Canone di Torino.
12. ↑  Alan Gardiner, 1971, p. 74.
13. ↑  Aldred 2002, p. 71.
14. ↑  Alan Gardiner, La Civiltà Egizia, Milano, Einaudi, 1971, p. 71.
15. ↑  Mark Lehner, The complete Pyramids, Thames & Hudson, New York, 2003, pp. 84-92.
16. ↑    -  Jamieson Boyd Hurry, Imhotep, the Vizier and Physician of King Zoser and Afterwards the Egyptian God of Medicine (PDF), London, Oxford University Press, 1926,  p. 118.
17. ↑  Aldred 2002, p. 75.
18. ↑  Alan Gardiner, 1971, p. 75.
19. 1 2  Alan Gardiner, 1971, p. 76.
20. ↑  Grimal 2002, p. 87.
21. ↑  Mario Tosi, Dizionario enciclopedico delle divinità dell'antico Egitto - Vol. II, p. 77.
22. ↑  Mark Lehner, 2003, pp. 98 e sgg.
23. ↑  Mark Lehner, 2003, pp. 102 e sgg.
24. ↑  Riccardo Manzini, Complessi piramidali egizi, vol.III, Ananke, 2014, p. 145
25. ↑  Mark Lehner, 2003, pp. 104-105.
26. ↑  Franco Cimmino, Dizionario delle dinastie faraoniche, Milano, Bompiani, 2003, p. 78, ISBN 88-452-5531-X.
27. ↑  Franco Cimmino, 2003, p. 468.
28. ↑  Aidan Dodson e Dyan Hilton, The Complete Royal Families of Ancient Egypt, Thames & Hudson, New York, 2004, p. 58, ISBN 0-500-05128-3.
29. ↑  Alan Gardiner, 1971, p. 78.
30. ↑  Grimal 2002, p. 90.
31. ↑  Grimal 2002, p. 91.
32. ↑  Grimal 2002, p. 92.
33. ↑  Grimal 2002, p. 93.
34. ↑  Franco Cimmino, 2003, p. 78.
35. ↑  Grimal 2002, p. 94.
36. 1 2  Grimal 2002, p. 95.
37. ↑  Nicolas Grimal (2002), p. 96.
38. ↑  Traduzione di Edda Bresciani, Letteratura e poesia dell'antico Egitto, Milano, Einaudi, 1999, pp. 182 e sgg. ISBN 978-88-06-19078-1
39. 1 2 3  Grimal 2002, p. 96.
40. ↑  Grimal 2002, pp. 96 e sgg.
41. 1 2  Grimal 2002, p. 97.
42. ↑  Grimal 2002, p. 99.
43. ↑  Grimal 2002, p. 100.
44. ↑  Grimal 2002, p. 101.
45. 1 2  Grimal 2002, p. 102.
46. 1 2  Grimal 2002, p. 105.
47. ↑  Dall'autobiografia di Uni, nella sua tomba di Abido, traduzione di Alessandro Roccati, 1982, p. 194.
48. ↑  Grimal 2002, p. 108.
49. ↑  Grimal 2002, p. 110.
50. 1 2  Grimal 2002, p. 111.

### Storia
- AA.VV., L'antico Egitto di Napoleone, Mondadori
- Alan Gardiner, La civiltà egizia, Torino, Einaudi, 1961, ISBN 88-06-13913-4. (orig. Egypt of the Pharaohs, Oxford University Press, 1961)
- Brian Fagan, Alla scoperta dell'antico Egitto, Roma, Newton & Compton, 1996, ISBN 88-8183-286-0. (orig. The Rape of the Nile: Tomb Robbers, Tourists, and Archaeologists in Egypt, Charles Scribner's Sons, New York, 1975)
- Edda Bresciani, Sulle rive del Nilo, Bari, Laterza.
- Cyril Aldred, Gli Egiziani - tre millenni di civiltà, Roma, Newton & Compton, 1966, ISBN 88-8183-281-X. (orig. The Egyptians, Thames and Hudson, London, 1961)
- Cyril Aldred, Christiane Desroches Noblecourt et al., I faraoni - il tempo delle piramidi, Rizzoli, 1979
- Cyril Aldred, Christiane Desroches Noblecourt et al., I faraoni - l'impero dei conquistatori, Rizzoli, 1980
- Cyril Aldred, Christiane Desroches Noblecourt et al., I faraoni - l'Egitto del crepuscolo, Rizzoli, 1981
- Nicolas Grimal, Storia dell'Antico Egitto, traduzione di G. Scandone Matthiae, Bari, Laterza, 2002,  p. 619, ISBN 978-88-420-5651-5.
- Sergio Donadoni, L'Egitto, Torino, UTET, 1982, ISBN 88-02-03571-7.

### Antico Regno
- Christine El Mahdy, Il costruttore della Grande Piramide, Corbaccio

### Lingua
- Edda Bresciani, Letteratura e poesia dell'Antico Egitto, Milano, Einaudi, 1999, ISBN 88-06-14892-3.
- Alessandro Roccati, Elementi di lingua egizia, Thèléme, 2005
- Hilary Wilson, I segreti dei geroglifici, Newton & Compton
- Pierre Grandet e Bernard Mathieu, Corso di egiziano geroglifico, Ananke, 2007
- Roberto Elli, Guida ai geroglifici, Vallardi Editore, 2003
- Robert Solè, Dominique Valbelle, La stele di Rosetta, Pratiche Editrice, 2000
- Sergio Donadoni, La letteratura egizia, Sansoni

### Arte, monumenti, cultura e vita quotidiana
- AAVV, Come riconoscere l'arte egizia, Rizzoli
- AAVV, Egitto, Touring Club d'Italia, 2000
- AAVV, Kemet: alle sorgenti del tempo, Electa, 2003
- AAVV, L'Antico Egitto di Ippolito Rosellini, Novara, De Agostini
- Alessandro Roccati (2003), Museo Egizio di Torino, IPZS
- Cyril Aldred, Arte dell'antico Egitto, traduzione di Massimo Parizzi, Rizzoli, 2002,  p. 278, ISBN 88-7423-063-X.
- Sergio Donadoni, Cultura dell'antico Egitto, Roma, La Sapienza, 1986
- Sergio Donadoni, L'arte dell'antico Egitto, Tea, 1982

### Piramidi e tombe
- Alberto Siliotti e Zahi Hawass, Guida alle piramidi d'Egitto, White Star, 2001
- André Pochan, L'enigma della Grande Piramide, MEB, 1998
- Christine El Mahdy, Il costruttore della Grande Piramide, Corbaccio
- Corinna Rossi, Piramidi, White Star, 2005
- David Macauley, La piramide, Nuove Edizioni Romane
- Franco Cimmino, Storia delle piramidi, Rusconi, 2001
- G. Goyon, Il segreto delle grandi piramidi, Roma, Newton & Compton
- Heather Pringle, I segreti delle mummie, Piemme, 2004
- Kurt Mendelsshon, L'enigma delle piramidi, Milano, Mondadori
- Renato Grilletto, Il mistero delle mummie: dall'antichità ai nostri giorni attraverso il tempo e lo spazio, Roma, Newton & Compton, 2011
- Anna Maria Donadoni Roveri, I sarcofagi egizi dalle origini alla fine dell'Antico Regno, Università "La Sapienza", Istituto di Studi del Vicino Oriente, 1969

### In inglese
- (EN)  Iorwerth E. S. Edwards, The early dynastic period in Egypt, The Cambridge Ancient History, Cambridge, Cambridge University Press, 1971
- (EN)  Stephen R. K. Glanville, The Egyptians, Black LTD, London, 1933
- (EN)  Stephen R. K. Glanville, The legacy of Egypt, Clarendon Press, Oxford, 1942
- (EN)  Flinders Petrie, Ten years' digging in Egypt (1881-1891) , Fleming H. Revell Co., New York & Chicago, 1891
- (EN)  Flinders Petrie, Naqada and Ballas, Bernard Quaritch, London, 1896
- (EN)  Flinders Petrie, A history of Egypt, from the earliest times to the XVI th Dinasty, Methuen & Co., London, 1897
- (EN)  Flinders Petrie, Hyksos and Israelite Cities, Bernard Quaritch, London, 1906
- (EN)  Flinders Petrie, The arts & crafts of ancient Egypt, T.N. Foulis, Edinburgh & London, 1909
- (EN)  Flinders Petrie, Tools and Weapons, British School of Archaeology in Egypt, 1917

### In francese
- (FR)  AAVV, La Description de l'Égypte publiée par les ordres de Napoléon Bonaparte, Taschen
- (FR) August Choisy, L'art de batir chez le ègyptiens, Edouard Rouveyre editeur, Paris, 1904
- (FR)  Fernand Crombette, Livre des noms des Rois d'Égypte, 14 voll., (voll. dal I al V disponibili in facsimile del manoscritto, cod. da 2.01 a 2.05), CESHE a.s.b.l., Tournai, varie edizioni
- (FR)  Fernand Crombette, Chronologie de l'Égypte pharaonique, CESHE a.s.b.l., Tournai, cod. 2.17 - 1998ISBN 2-9600093-7-1
- (FR)  Fernand Crombette, Véridique histoire de l'Égypte antique, 3 voll., CESHE a.s.b.l., Tournai, cod. da 2.18 a 2.20 - 1997ISBN 2-9600093-2-0
- (FR)  Altair4 Multimedia, Égypte Antique, CD-ROM, Réunion des Musées Nationaux, 2004